# Genfer Konventionen

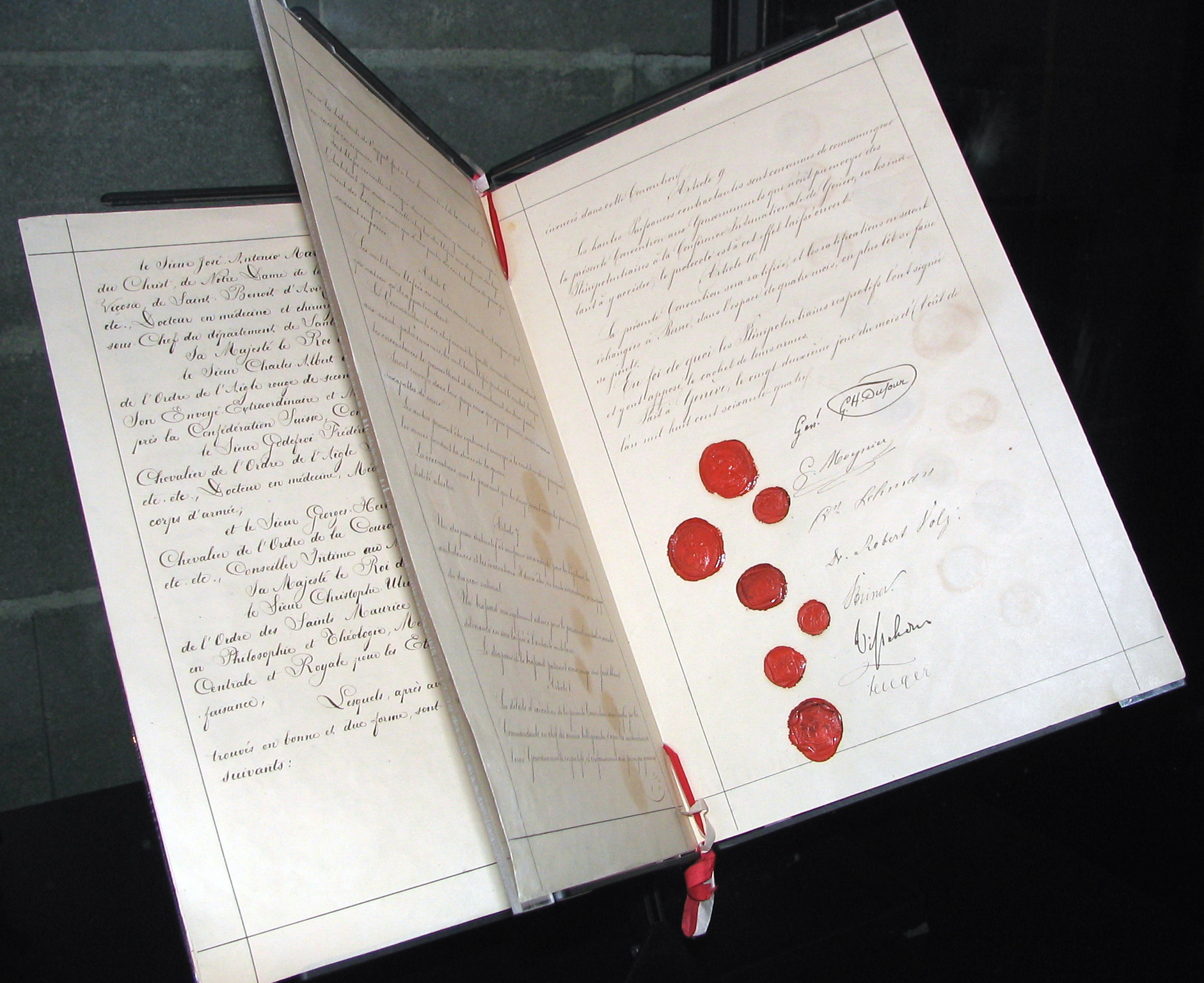
Faksimile des Originals (1864) der ersten Genfer Konvention

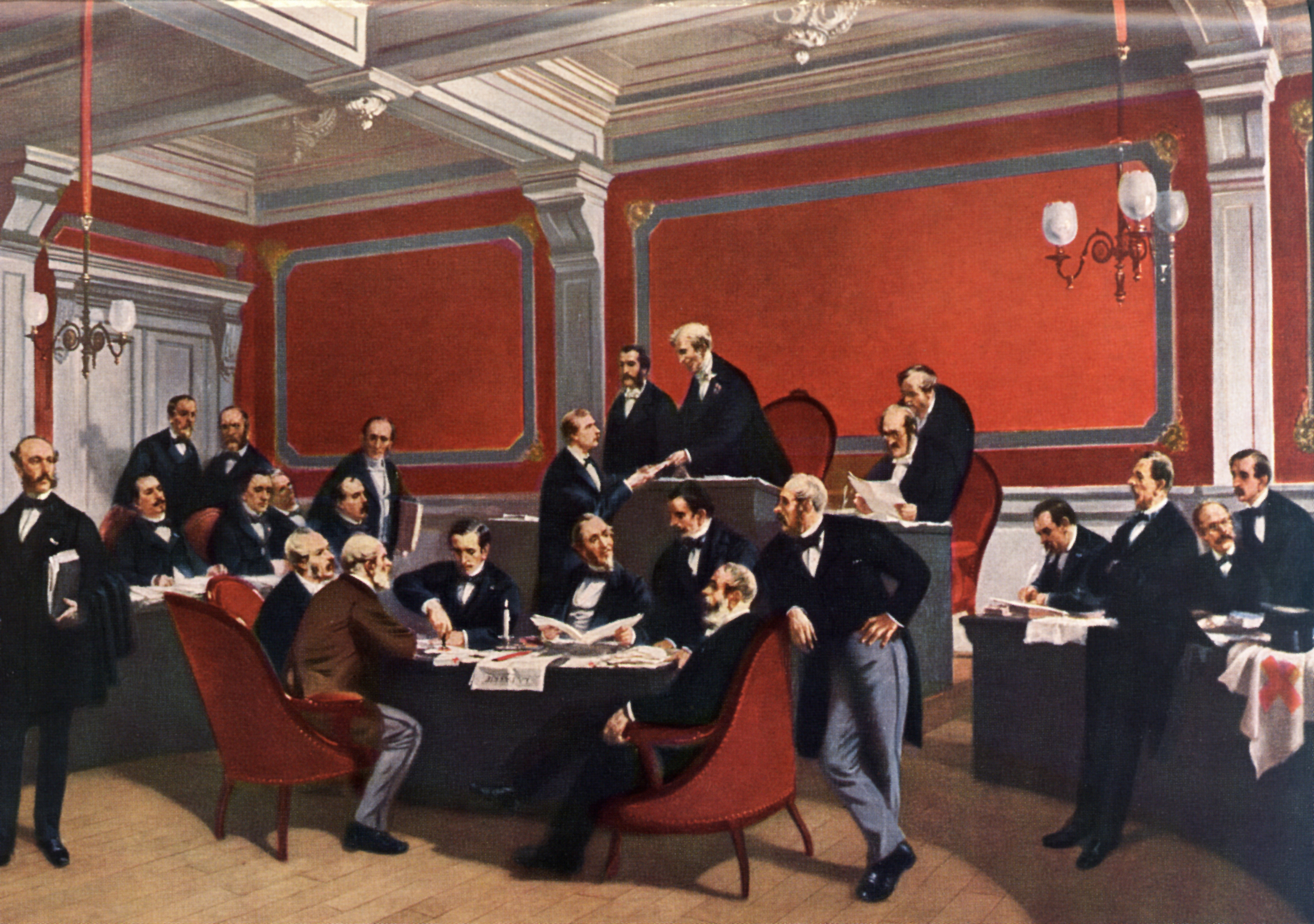
Unterzeichnung der ersten Genfer Konvention 1864, Gemälde von Charles Édouard Armand-Dumaresq

Die Genfer Konventionen, auch Genfer Abkommen genannt, sind zwischenstaatliche Abkommen und eine essentielle Komponente des humanitären Völkerrechts. Sie enthalten für den Fall eines Krieges oder eines internationalen oder nicht internationalen bewaffneten Konflikts Regeln für den Schutz von Personen, die nicht oder nicht mehr an den Kampfhandlungen teilnehmen. Die Bestimmungen der vier Konventionen vom 12. August 1949 betreffen die Verwundeten und Kranken der bewaffneten Kräfte im Felde (Genfer Abkommen I), die Verwundeten, Kranken und Schiffbrüchigen der bewaffneten Kräfte zur See (Genfer Abkommen II), die Kriegsgefangenen (Genfer Abkommen III) und die Zivilpersonen in Kriegszeiten (Genfer Abkommen IV).
Am 22. August 1864 wurde im Stadthaus von Genf von zwölf Staaten die erste Genfer Konvention betreffend die Linderung des Loses der im Felddienst verwundeten Militärpersonen angenommen. Das aus chronologischer Sicht zweite Abkommen war die dritte Genfer Konvention, die im Jahr 1929 beschlossen wurde. Zusammen mit zwei neuen Abkommen wurden beide Konventionen 1949 überarbeitet. Diese Fassungen traten ein Jahr später in Kraft und stellen die aktuell gültigen Versionen dar. Sie wurden 1977 ergänzt durch zwei Zusatzprotokolle, die erstmals Regeln zum Umgang mit Kombattanten sowie für detaillierte Vorgaben für innerstaatliche Konflikte in den Kontext der Genfer Konventionen integrierten. 2005 wurde ein drittes Zusatzprotokoll zur Einführung eines zusätzlichen Schutzzeichens beschlossen.
Depositarstaat der Genfer Konventionen ist die Schweiz, Vertragsparteien können nur Staaten werden. Derzeit sind 196 Länder den Genfer Abkommen von 1949 sowie 174 beziehungsweise 168 Staaten den ersten beiden Zusatzprotokollen von 1977 beigetreten, 72 Länder haben das dritte Zusatzprotokoll von 2005 ratifiziert. Das einzige explizit in den Genfer Konventionen benannte Kontrollorgan ist das Internationale Komitee vom Roten Kreuz (IKRK). Die Genfer Konventionen sind einseitig bindendes Recht für die Signatarstaaten. Das darin vereinbarte Recht ist gegenüber jedermann anzuwenden.

## Geschichte

### Beginn 1864

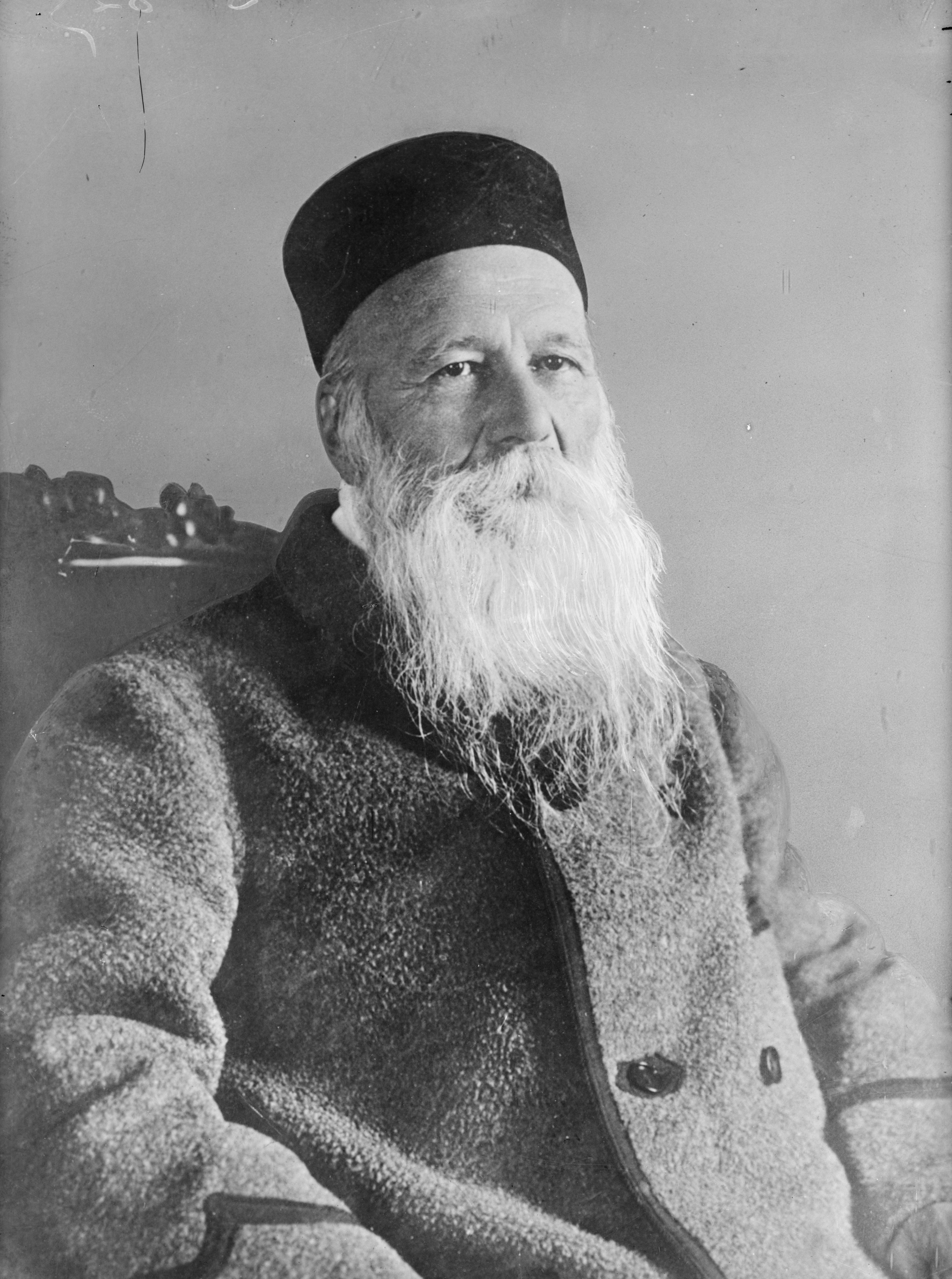
Henry Dunant, 1901

Die Entwicklung der Genfer Konventionen ist eng verbunden mit der Geschichte des Internationalen Komitees vom Roten Kreuz (IKRK). Die Genfer Konventionen, wie auch das IKRK selbst, haben ihren Ursprung in den Erlebnissen des Genfer Geschäftsmanns Henry Dunant nach der Schlacht von Solferino am 24. Juni 1859, die er 1862 in einem Buch mit dem Titel Eine Erinnerung an Solferino veröffentlichte. Neben der Schilderung seiner Erlebnisse enthielt das Buch Vorschläge zur Gründung von freiwilligen Hilfsgesellschaften sowie zum Schutz und zur Versorgung von Verwundeten und Kranken im Krieg.
Die Umsetzung von Dunants Vorschlägen führte im Februar 1863 zur Gründung des Internationalen Komitees der Hilfsgesellschaften für die Verwundetenpflege, das seit 1876 den Namen Internationales Komitee vom Roten Kreuz trägt. Im Rahmen dieser Bestrebungen wurde am 22. August 1864 anlässlich einer diplomatischen Konferenz die erste Genfer Konvention beschlossen.
Beteiligt waren zwölf europäische Staaten: Baden, Belgien, Dänemark, Frankreich, Hessen, Italien, die Niederlande, Portugal, Preußen, die Schweiz, Spanien und Württemberg. Noch im Dezember des gleichen Jahres kamen die skandinavischen Länder Norwegen und Schweden hinzu. Der Artikel 7 dieser Konvention definierte zur Kennzeichnung der unter ihrem Schutz stehenden Personen und Einrichtungen ein Zeichen, das zum namensgebenden Symbol der neu entstandenen Bewegung wurde: das Rote Kreuz auf weißem Grund. Wesentlichen Anteil an der Ausarbeitung der Konvention hatte der Genfer Jurist Gustave Moynier, der 1863 als Vorsitzender der Genfer Gemeinnützigen Gesellschaft die Gründung des Internationalen Komitees angeregt hatte.

Das Rote Kreuz, Schutzzeichen seit 1864

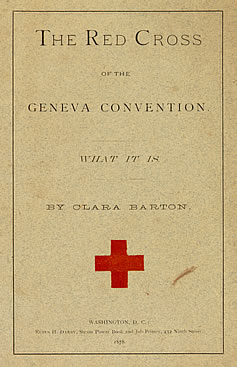
Titelseite einer Veröffentlichung von Clara Barton aus dem Jahr 1878

Warum es in relativ kurzer Zeit nach Veröffentlichung des Buches bereits zur Verabschiedung und in den Folgejahren zur raschen Ausbreitung der Konvention kam, ist historisch nicht vollständig nachvollziehbar. Es kann angenommen werden, dass damals in vielen Ländern unter Politikern und Militärs die Meinung weit verbreitet war, dass die nahe Zukunft eine Reihe von unvermeidbaren Kriegen bringen werde. Diese Position beruhte auf dem zu dieser Zeit allgemein akzeptiertem ius ad bellum („Recht, Krieg zu führen“), das Krieg als ein legitimes Mittel zur Lösung von zwischenstaatlichen Konflikten betrachtete. Hinter der Akzeptanz von Dunants Vorschlägen mag deshalb der Gedanke gestanden haben, dass man das Unvermeidliche zumindest regulieren und „humanisieren“ sollte. Zum anderen hat die sehr direkte und detaillierte Beschreibung in Dunants Buch möglicherweise einigen führenden Personen in Europa erstmals die Wirklichkeit eines Krieges vor Augen geführt. Zum dritten entstanden oder konsolidierten sich in den Jahrzehnten nach der Gründung des Internationalen Komitees und der Verabschiedung der Konvention eine Reihe von Nationalstaaten in Europa. Die dabei entstehenden nationalen Rotkreuz-Gesellschaften wirkten in diesem Zusammenhang auch identitätsstiftend. Sie erlangten oft innerhalb kurzer Zeit eine breite Mitgliederbasis und wurden von den meisten Staaten auch als Bindeglied zwischen Staat und Armee auf der einen und der Bevölkerung auf der anderen Seite großzügig gefördert. Dies erfolgte in einer Reihe von Staaten auch unter dem Aspekt eines Übergangs von einem Berufsheer zu einer allgemeinen Wehrpflicht. Für die Aufrechterhaltung des Kriegswillens der Bevölkerung und ihre Unterstützung dieses Schrittes war es notwendig, den Eindruck der bestmöglichen Versorgung der Soldaten sicherzustellen.
Nicht zu den Erstunterzeichnern gehörten unter anderem das Vereinigte Königreich, das zwar an der Konferenz von 1864 teilgenommen hatte, aber erst 1865 der Konvention beitrat, sowie Russland, das 1867 die Konvention unterzeichnete. Überliefert ist die Aussage eines britischen Delegierten während der Konferenz, er könne ohne ein Siegel die Konvention nicht unterzeichnen. Guillaume-Henri Dufour, General der Schweizer Armee, Mitglied des Internationalen Komitees und Vorsitzender der Konferenz, schnitt ihm daraufhin mit seinem Taschenmesser einen Knopf von der Tunika und überreichte ihn dem Delegierten mit den Worten „Hier, Eure Exzellenz, haben Sie das Wappen Ihrer Majestät“. Österreich, unter dem Eindruck des Preußisch-Österreichischen Krieges von 1866, trat der Konvention am 21. Juli 1866 bei, das 1871 gegründete Deutsche Reich am 12. Juni 1906. Wichtige Vorläuferstaaten waren jedoch schon vorher Vertragspartei geworden. So ratifizierte beispielsweise Hessen die Konvention nach der bereits 1864 erfolgten Unterzeichnung am 22. Juni 1866, Bayern trat am 30. Juni bei. In beiden Fällen geschah dies als unmittelbare Folge des Krieges zwischen Preußen und Österreich. Sachsen folgte am 25. Oktober 1866. Die USA, die zwar ebenfalls auf der Konferenz vertreten gewesen waren, hatten insbesondere aufgrund der Monroe-Doktrin lange Zeit große Vorbehalte und traten der Konvention erst 1882 bei. Großen Einfluss hatte dabei die Arbeit von Clara Barton, der Gründerin des Amerikanischen Roten Kreuzes. Insgesamt wurde die Konvention im Laufe ihrer Geschichte von 57 Staaten unterzeichnet, davon 36 innerhalb der ersten 25 Jahre von 1864 bis 1889. Als letzter Staat trat am 3. August 1907, und damit nur sechs Tage vor Inkrafttreten der überarbeiteten Fassung von 1906, Ecuador der Konvention von 1864 bei.

### Weitere Entwicklung bis zum Zweiten Weltkrieg
Im Jahr 1868 waren erstmals Zusatzartikel zur Genfer Konvention vorgeschlagen worden, um deren Anwendungsbereich auch auf den Seekrieg zu erweitern. Dieser Vorschlag wurde jedoch trotz Unterzeichnung durch 15 Staaten von keinem Land ratifiziert und damit mangels Unterstützung nie umgesetzt. Nur die USA wurden durch ihren Beitritt zur Genfer Konvention im Jahr 1882 Vertragspartei. Trotzdem erklärten sich die Konfliktparteien im Deutsch-Französischen Krieg (1870 bis 1871) und im Spanisch-Amerikanischen Krieg von 1898 bereit, die in den Zusatzartikeln formulierten Regeln zu beachten. Zum Ende des 19. Jahrhunderts wurde dann, auf Initiative des Schweizer Bundesrates, vom Internationalen Komitee erneut ein entsprechender Entwurf ausgearbeitet. Auf der ersten Haager Friedenskonferenz im Jahr 1899 kam es ohne direkte Beteiligung des IKRK zum Abschluss der Haager Konvention III, mit der in 14 Artikeln die Regeln der Genfer Konvention von 1864 für die Seekriegsführung übernommen wurden. Unter dem Eindruck der Seeschlacht bei Tsushima am 27. und 28. Mai 1905 wurde dann während der zweiten Haager Friedenskonferenz im Jahr 1907 diese Konvention überarbeitet. Das als Haager Konvention X bezeichnete Abkommen übernahm nahezu unverändert die 14 Artikel der Fassung von 1899 und orientierte sich hinsichtlich der Erweiterung wesentlich an der überarbeiteten Genfer Konvention von 1906. Diese beiden Haager Konventionen waren damit der Grundstein für das Genfer Abkommen II von 1949. Die wichtigste Neuerung bei der Überarbeitung der Genfer Konvention im Jahr 1906 war die explizite Nennung von freiwilligen Hilfsgesellschaften zur Unterstützung bei der Versorgung der kranken und verwundeten Soldaten.

Der Rote Halbmond, Schutzzeichen seit 1929

Roter Löwe mit roter Sonne, Schutzzeichen seit 1929

Die weitere historische Entwicklung des humanitären Völkerrechts war vor allem geprägt von Reaktionen der Staatengemeinschaft und des IKRK auf konkrete Erfahrungen aus den Kriegen seit dem Abschluss der ersten Konvention im Jahr 1864. Dies gilt beispielsweise für die nach dem Ersten Weltkrieg beschlossenen Abkommen, unter anderem für das Genfer Protokoll von 1925 als Reaktion auf den Einsatz von Giftgas. Diese Vereinbarung ist jedoch entgegen weit verbreiteten Auffassungen kein Zusatzprotokoll zur Genfer Konvention, sondern gehört in den Kontext der Haager Abkommen von 1899 und 1907. Für seine Entstehung war anstelle des IKRK der 1920 entstandene Völkerbund maßgeblich verantwortlich; Depositarstaat dieses Protokolls ist Frankreich. Die wichtigste Auswirkung des Ersten Weltkrieges auf den in der Genfer Tradition stehenden Teil des humanitären Völkerrechts war das Abkommen über die Behandlung der Kriegsgefangenen im Jahr 1929 als Reaktion auf die massiven humanitären Probleme beim Umgang mit Kriegsgefangenen im Ersten Weltkrieg. Mit dieser Konvention wurde erstmals das Internationale Komitee explizit im humanitären Völkerrecht erwähnt. Der Artikel 79 räumte dabei dem IKRK die Möglichkeit ein, den Konfliktparteien vorzuschlagen, die Einrichtung und Organisation einer Zentralstelle zum Informationsaustausch über Kriegsgefangene zu übernehmen.
Ebenso wurde in diesem Jahr die erste Konvention erneut überarbeitet, allerdings im Vergleich zur vorherigen Version nicht so umfangreich wie 1906 die Fassung von 1864. Eine wichtige Änderung stellte allerdings die Entfernung der sogenannten Allbeteiligungsklausel (clausula si omnes) dar, die 1906 in Form des Artikels 24 neu aufgenommen worden war. Ihr zufolge sollte die Konvention nur dann gelten, wenn alle an einem Konflikt beteiligten Parteien sie unterzeichnet hatten. Obwohl die Klausel beispielsweise mit dem Eintritt Montenegros in den Ersten Weltkrieg von Relevanz gewesen wäre, hat sich in der Zeit ihrer Gültigkeit von 1906 bis 1929 nie ein Land darauf berufen. Da sie eigentlich nicht dem humanitären Anliegen der Genfer Konvention entsprach und auch vom IKRK stets abgelehnt worden war, kann sie im Nachhinein nur als Fehlentscheidung bewertet werden und wurde folgerichtig bei der Revision 1929 aus der Konvention gestrichen.
Eine zweite wesentliche Änderung war die offizielle Anerkennung des Roten Halbmondes und des Roten Löwen mit roter Sonne als gleichberechtigte Schutzzeichen in Artikel 19 der Neufassung der ersten Genfer Konvention. Der ausschließlich von der Islamischen Republik Iran verwendete Rote Löwe ist seit 1980 nicht mehr in Gebrauch, muss jedoch als weiterhin gültiges Schutzzeichen im Falle seiner Verwendung respektiert werden. Zudem behielt sich Iran in seiner Erklärung vom 4. September 1980 eine Wiederverwendung des Roten Löwen für den Fall von wiederholten Verstößen gegen die Genfer Konventionen in Bezug auf die beiden anderen Schutzzeichen vor.
Bereits auf der 15. Internationalen Rotkreuz-Konferenz 1934 in Tokio wurde erstmals ein Entwurf für eine Konvention zum Schutz der Zivilbevölkerung in Kriegszeiten angenommen. Eine entscheidende Rolle spielte dabei Marguerite Frick-Cramer, die 1917 als erste Frau Delegierte des IKRK wurde und ein Jahr später als erste Frau zum Mitglied seines Leitungsgremiums gewählt wurde. Der positive Entscheid von Tokio folgte Beschlüssen vorheriger Konferenzen, die das IKRK aufgrund der Erfahrungen des Ersten Weltkrieges aufgefordert hatten, entsprechende Schritte zu unternehmen. Auch die diplomatische Konferenz von 1929 hatte sich einstimmig für eine solche Konvention ausgesprochen. Eine für das Jahr 1940 von der Schweizer Regierung geplante Konferenz zur Annahme des Entwurfes fand aufgrund des Zweiten Weltkrieges nicht statt. Appelle des IKRK an die Konfliktparteien, den Entwurf von Tokio freiwillig zu respektieren, blieben erfolglos.

### Genfer Abkommen von 1949

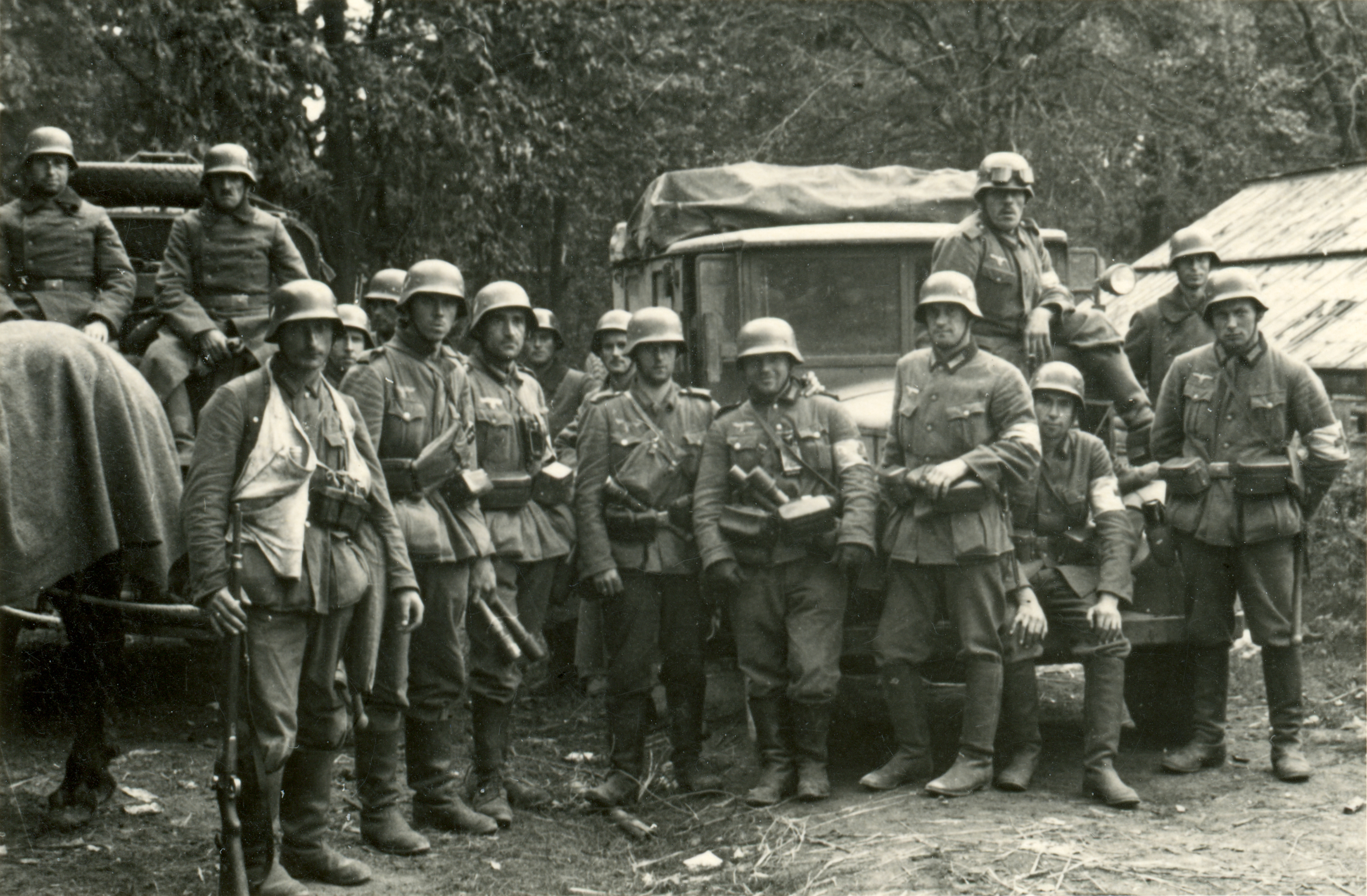
Sanitätstruppen der Wehrmacht während des Deutsch-Sowjetischen Kriegs. Da sich beide Konfliktparteien nicht an die Genfer Konventionen hielten, tragen die Soldaten Gewehre, Handgranaten und Bajonette. Teilweise wurde auf das Tragen der Rotkreuzarmbinde verzichtet, um Scharfschützen nicht aufmerksam zu machen

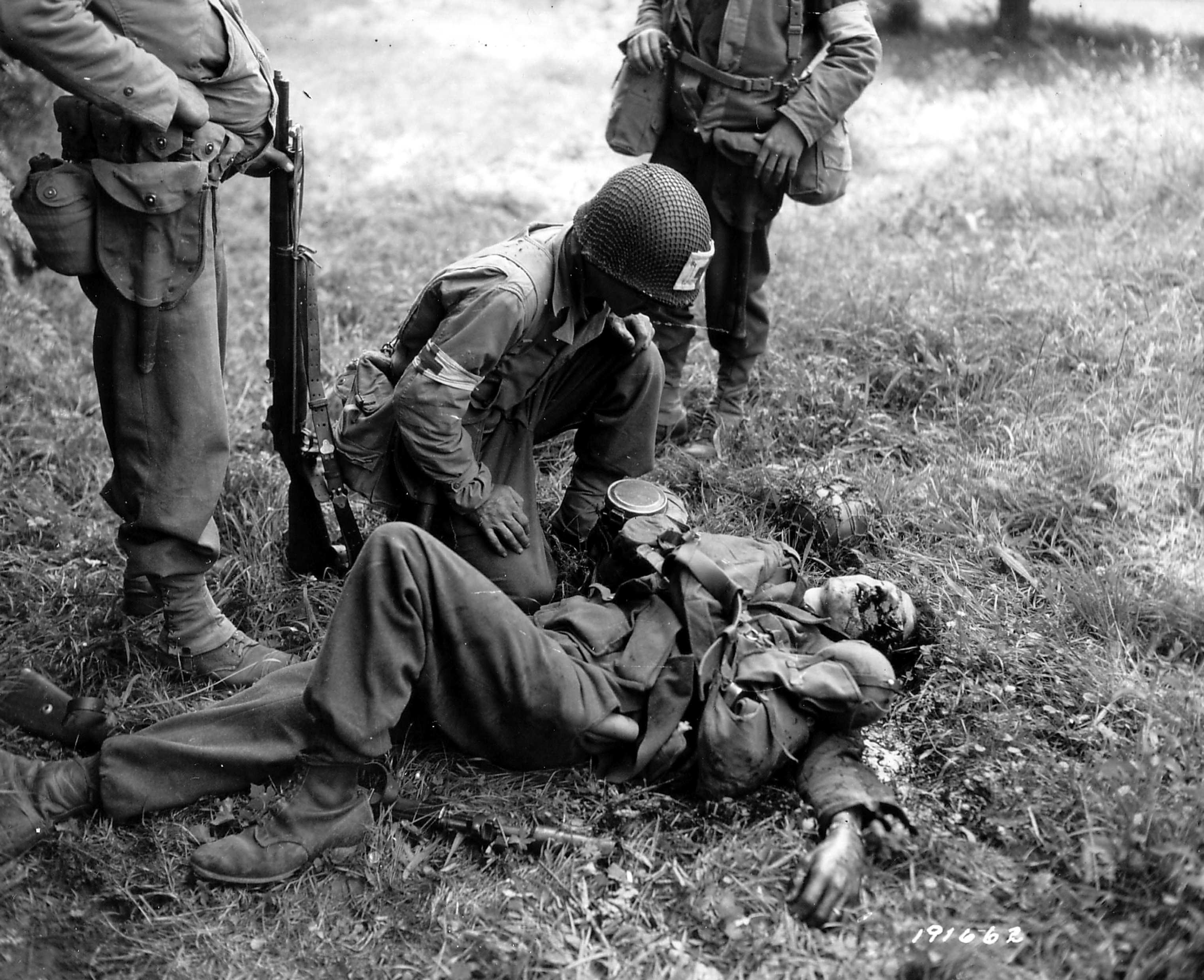
Ein Sanitäter der US-Armee kniet neben einem verwundeten deutschen Soldaten während der Invasion in der Normandie, 1944

Unter dem Eindruck des Zweiten Weltkrieges lud im Jahr 1948 der Schweizer Bundesrat 70 Regierungen zu einer diplomatischen Konferenz ein mit dem Ziel, das bestehende Regelwerk den Erfahrungen des Krieges anzupassen. Die Regierungen von 59 Staaten folgten der Einladung, zwölf weitere Regierungen und internationale Organisationen, darunter die Vereinten Nationen, nahmen als Beobachter teil. Das Internationale Komitee vom Roten Kreuz und die Liga der Rotkreuz-Gesellschaften wurden auf Beschluss der Konferenz als Experten hinzugezogen. Im Rahmen der Konferenz von April bis August 1949 wurden die bestehenden zwei Konventionen überarbeitet und die bisher als Haager Konvention IV bestehenden Regeln für den Seekrieg als neue Konvention in die Genfer Abkommen aufgenommen. Wesentlichen Anteil an der Ausarbeitung der vom IKRK vorgelegten Entwürfe hatte der Genfer Jurist und IKRK-Mitarbeiter Jean Pictet, der damit als der geistige Vater der Abkommen von 1949 gilt. Das rechtlich fixierte Mandat des Internationalen Komitees wurde durch die vier Konventionen wesentlich erweitert. Zum Abschluss der diplomatischen Konferenz wurden die Abkommen am 12. August 1949 von 18 Staaten unterzeichnet.
Der Abschluss des Genfer Abkommens IV „über den Schutz von Zivilpersonen in Kriegszeiten“ war die wichtigste Erweiterung hinsichtlich des Geltungsbereiches der Genfer Konventionen; sie ist eine direkte Folge der Erfahrungen mit den verheerenden Auswirkungen des Zweiten Weltkriegs auf die Zivilbevölkerung und beruht wesentlich auf dem Entwurf von 1934. Ein Jahr nach der Konferenz traten die vier aktuell gültigen Abkommen am 21. Oktober 1950 in Kraft. Österreich und die Schweiz gehörten wie die USA am 12. August 1949 zu den Unterzeichnerstaaten. Die Schweiz ratifizierte die Abkommen als erstes Land der Welt am 31. März 1950, Österreich folgte am 27. August 1953. Bis zum Inkrafttreten der Konventionen am 21. Oktober 1950 folgten 1950 neben der Schweiz noch Monaco am 5. Juli, Liechtenstein am 21. September und Chile am 12. Oktober mit weiteren Ratifizierungen, auch Indien trat den Abkommen noch im gleichen Jahr am 9. November bei. Die Bundesrepublik Deutschland wurde am 3. September 1954 in einem einzigen Rechtsakt Vertragspartei, ohne Unterscheidung zwischen Unterzeichnung und Ratifikation, am 30. August 1956 folgte die Deutsche Demokratische Republik. Im selben Jahr wurde die Zahl von 50 Vertragsparteien erreicht, acht Jahre später waren bereits 100 Staaten den Konventionen von 1949 beigetreten.

### Zusatzprotokolle von 1977
Aufgrund der Kriege in den 1960er Jahren, wie beispielsweise des Vietnamkrieges, des Biafra-Konflikts in Nigeria, der Kriege zwischen den arabischen Staaten und Israel sowie der Unabhängigkeitskriege in Afrika, verabschiedete die Generalversammlung der Vereinten Nationen am 19. Dezember 1968 die Resolution 2444 (XXIII) „Respect for Human Rights in Armed Conflicts“. Diese Resolution bekräftigte die allgemeine Gültigkeit von drei grundlegenden Prinzipien des humanitären Völkerrechts: (1) die Existenz von Beschränkungen bei der Wahl der Mittel zur Kriegsführung; (2) das Verbot von Angriffen gegen die Zivilbevölkerung; (3) die Verpflichtung zur Unterscheidung zwischen Kombattanten und der Zivilbevölkerung sowie zur weitestmöglichen Verschonung der Zivilbevölkerung. Darüber hinaus forderte diese Resolution den UN-Generalsekretär auf, in Zusammenarbeit mit dem IKRK zu untersuchen, inwieweit sich die Anwendbarkeit der bestehenden Regelungen des humanitären Völkerrechts verbessern ließe und in welchen Bereichen eine Erweiterung des humanitären Völkerrechts durch neue Abkommen notwendig sei. Dies war der Anstoß zur Diplomatischen Konferenz von 1974 bis 1977.
Zum Abschluss dieser Konferenz wurden zwei Zusatzprotokolle beschlossen, die im Dezember 1978 in Kraft traten und wesentliche Ergänzungen in mehreren Bereichen brachten. Zum einen integrierten beide Protokolle in den Rechtsrahmen der Genfer Abkommen Regeln für zulässige Mittel und Methoden der Kriegführung und damit vor allem für den Umgang mit den an Kampfhandlungen beteiligten Personen. Dies war ein wichtiger Schritt hin zu einer Vereinheitlichung des humanitären Völkerrechts. Die Regeln des Zusatzprotokolls I präzisierten darüber hinaus vor allem eine Reihe von Bestimmungen der vier Konventionen von 1949, deren Anwendbarkeit sich als unzulänglich erwiesen hatte. Der Absatz 2 des Artikels 1 des Protokolls übernahm darüber hinaus aus der Haager Landkriegsordnung die sogenannte Martens’sche Klausel, die für Situationen, die nicht ausdrücklich durch geschriebenes internationales Recht geregelt sind, die drei Grundsätze Brauch, Menschlichkeit und Gewissen als Handlungsmaßstäbe vorgibt. Das Zusatzprotokoll II war eine Reaktion auf den Anstieg der Zahl und Schwere von nicht-internationalen bewaffneten Konflikten in der Zeit nach dem Zweiten Weltkrieg, insbesondere im Rahmen der Befreiungs- und Unabhängigkeitsbewegungen in Afrika zwischen 1950 und 1960. Es verwirklichte eines der am längsten verfolgten Ziele des IKRK. Das Zusatzprotokoll II stellt damit, im Gegensatz zum Zusatzprotokoll I, weniger eine Ergänzung und Präzisierung bestehender Regelungen als vielmehr eine Ausweitung des humanitären Völkerrechts auf einen völlig neuen Geltungsbereich dar. Es kann in diesem Sinne eher als eine eigenständige und zusätzliche Konvention und weniger als ein Zusatzprotokoll angesehen werden. Österreich und die Schweiz unterzeichneten die Protokolle am 12. Dezember 1977. Als erste Länder der Welt ratifizierten Ghana am 28. Februar und Libyen am 7. Juni 1978 die beiden Zusatzprotokolle, bis zum Inkrafttreten am 7. Dezember des gleichen Jahres folgte noch El Salvador am 23. September. Die Ratifikation durch die Schweiz erfolgte am 17. Februar 1982, Österreich folgte am 13. August 1982. Deutschland unterzeichnete die Protokolle am 23. Dezember 1977, ratifizierte sie aber erst rund 13 Jahre später am 14. Februar 1991. Im Jahr 1982 waren 150 Staaten Vertragsparteien der Genfer Abkommen von 1949. Die Zusatzprotokolle I und II verzeichneten 1985 beziehungsweise 1986 50 Vertragsparteien, bereits jeweils sechs Jahre später wurde die Zahl von 100 erreicht.

### Entwicklungen und Probleme nach 1990

Logo des Internationalen Strafgerichtshofes

Die erneute Zunahme von Unabhängigkeitsbestrebungen nach dem Ende des Kalten Krieges und das Erstarken des internationalen Terrorismus, beides verbunden mit einem deutlichen Anstieg in der Zahl nicht-internationaler Konflikte mit Beteiligung von nichtstaatlichen Konfliktparteien, stellten das IKRK vor massive Herausforderungen. Unzulänglichkeiten bei der Anwendbarkeit und Durchsetzbarkeit insbesondere der beiden Zusatzprotokolle von 1977 sowie ein Mangel an Respekt vor den Genfer Abkommen und ihren Schutzzeichen bei den beteiligten Konfliktparteien führten dazu, dass seit etwa 1990 die Zahl der bei ihren Einsätzen getöteten Delegierten deutlich angestiegen ist und die Autorität des IKRK seither zunehmend in Gefahr gerät. Vor allem aufgrund der Auflösung der ehemals sozialistischen Staaten Sowjetunion, ČSSR und Jugoslawien nach 1990 stieg durch den Beitritt von deren Nachfolgestaaten die Zahl der Vertragsparteien der Genfer Konventionen und ihrer Zusatzprotokolle sprunghaft an. Allein in den zehn Jahren von 1990 bis 2000 traten 27 Länder den Abkommen bei, davon 18 ehemalige Teilrepubliken osteuropäischer Staaten.
Im März 1992 konstituierte sich die auf Artikel 90 des ersten Zusatzprotokolls basierende Internationale humanitäre Ermittlungskommission als ständiges Organ. Mit dem Beginn der 1990er Jahre begann sich innerhalb der Staatengemeinschaft die Auffassung durchzusetzen, dass schwerwiegende Verstöße gegen das humanitäre Völkerrecht eine direkte Bedrohung des Weltfriedens darstellen und daher eine Intervention nach Kapitel 7 der UN-Charta rechtfertigen können. Dies kam in mehreren Resolutionen des UN-Sicherheitsrates zum Ausdruck, beispielsweise 1992 in der Resolution 770 in Bezug auf Bosnien-Herzegowina und der Resolution 794 in Bezug auf Somalia sowie 1994 in der Resolution 929 in Bezug auf Ruanda. Eine wichtige Ergänzung des humanitären Völkerrechts war die Verabschiedung des Rom-Statutes für den Internationalen Strafgerichtshof in Den Haag im Jahr 1998 und das Inkrafttreten dieses Abkommens vier Jahre später. Es wurde damit erstmals eine ständige internationale Institution geschaffen, die unter bestimmten Umständen schwerwiegende Verstöße gegen das humanitäre Völkerrecht strafrechtlich verfolgen kann.
Im Rahmen der US-Militäreinsätze in Afghanistan (2001) und im Irak (seit 2003) kam es zu wiederholter Kritik an der US-Regierung hinsichtlich der Nichteinhaltung der Genfer Konventionen, insbesondere beim Umgang mit Häftlingen im Gefangenenlager Camp X-Ray im US-Militärstützpunkt Guantánamo Bay auf Kuba. Nach Rechtsauffassung der US-Regierung handelt es sich bei den dort internierten Gefangenen aus den Reihen der Taliban und der Al-Qaida um „ungesetzliche Kombattanten“ (engl. unlawful combatants) und damit nicht um Kriegsgefangene im Sinne des Genfer Abkommens III. Der Begriff „ungesetzliche Kombattanten“ wird jedoch weltweit nur von wenigen Ländern als Bestandteil des Militär- und Kriegsrechts anerkannt. Darüber hinaus sind die Vereinigten Staaten bisher nicht der sich aus Artikel 5 des Genfer Abkommens III ergebenden Verpflichtung zur Durchführung eines kompetenten Tribunals nachgekommen, das nach Einzelfallprüfung über den Kriegsgefangenen-Status zu entscheiden hat. Ebenso ist bisher nicht geklärt, welche Gefangenen bei Nichtanwendbarkeit des Genfer Abkommens III unter dem Schutz des Genfer Abkommens IV stehen würden und inwieweit dessen Bestimmungen vollumfänglich eingehalten werden. Wiederholte Vorwürfe von entlassenen Gefangenen hinsichtlich schwerwiegender Verstöße gegen die Regeln beider Konventionen sind bisher nicht durch eine unabhängige Institution öffentlich bestätigt worden.
Nach der Entscheidung des Obersten Gerichtshofs der Vereinigten Staaten im Fall Hamdan v. Rumsfeld am 29. Juni 2006 gab der stellvertretende US-Verteidigungsminister Gordon R. England in einem Memorandum vom 7. Juli 2006 bekannt, dass alle Gefangenen der US-Armee aus dem Krieg gegen den Terror strikt nach den Regeln des gemeinsamen Artikels 3 der Genfer Konventionen zu behandeln seien. Dies betrifft – neben den zu diesem Zeitpunkt noch rund 450 Gefangenen in Guantánamo Bay – auch rund 550 Häftlinge in anderen Gefängnissen, deren Existenz damit von den Behörden der Vereinigten Staaten erstmals explizit bestätigt wurde.

### Drittes Zusatzprotokoll von 2005 und Roter Kristall

Das Schutzzeichen des dritten Zusatzprotokolls, auch „Roter Kristall“ genannt

Die Kontroverse um den Roten Davidstern, der von der israelischen Gesellschaft Magen David Adom anstelle des Roten Kreuzes oder des Roten Halbmondes verwendet wird, führte nach einem 1992 veröffentlichten Artikel des damaligen IKRK-Präsidenten Cornelio Sommaruga zu Überlegungen hinsichtlich der Einführung eines zusätzlichen Schutzzeichens. Es sollte frei sein von jeder tatsächlichen oder wahrgenommenen nationalen beziehungsweise religiösen Bedeutung. Neben der Auseinandersetzung um das Zeichen von Magen David Adom ist ein solches Symbol beispielsweise auch für die nationalen Gesellschaften Kasachstans und Eritreas von Bedeutung, die aufgrund der demographischen Zusammensetzung der Bevölkerung in ihren Heimatländern die Verwendung einer Kombination aus Rotem Kreuz und Rotem Halbmond anstreben.
Die Einführung eines neuen Schutzzeichens durch Verabschiedung eines dritten Zusatzprotokolls sollte ursprünglich bereits im Jahr 2000 im Rahmen einer diplomatischen Konferenz aller Unterzeichnerstaaten der Genfer Abkommen realisiert werden. Die Konferenz wurde jedoch aufgrund des Beginns der Zweiten Intifada in den palästinensischen Gebieten kurzfristig abgesagt. Im Jahr 2005 lud die Schweizer Regierung die Unterzeichnerstaaten der Genfer Konventionen erneut zu einer solchen Konferenz ein. Sie sollte ursprünglich am 5. und 6. Dezember stattfinden, wurde dann jedoch bis zum 7. Dezember verlängert. Nachdem Magen David Adom einige Tage vor der Konferenz eine Vereinbarung mit dem Palästinensischen Roten Halbmond unterzeichnet hatte, die dessen Zuständigkeit in den palästinensischen Gebieten anerkannte und die Zusammenarbeit zwischen beiden Organisationen regelte, forderte Syrien während der Konferenz ein ähnliches Abkommen für den Zugang seiner nationalen Rothalbmond-Gesellschaft zu den Golanhöhen. Trotz intensiver Verhandlungen und eines Kompromissangebotes des IKRK an Syrien, das die Errichtung eines Krankenhauses auf dem Golan unter Betreuung des IKRK vorsah, kam es jedoch nicht zum Abschluss einer solchen Vereinbarung.
Das dritte Zusatzprotokoll wurde deshalb entgegen bisherigen Gepflogenheiten nicht im Konsens, sondern nach einer Abstimmung mit der dafür notwendigen Zweidrittelmehrheit angenommen. Von den anwesenden Staaten votierten 98 für das Protokoll, 27 dagegen und zehn enthielten sich. Die offizielle Bezeichnung für das neue Symbol ist „Zeichen des dritten Zusatzprotokolls“, als umgangssprachliche Bezeichnung favorisiert das IKRK den Namen „Roter Kristall“. Die Schweiz und Österreich haben neben 25 weiteren Ländern das Protokoll am Tag seiner Annahme unterzeichnet, Deutschland am 13. März 2006. Die erste Ratifikation erfolgte am 13. Juni 2006 durch Norwegen, die zweite am 14. Juli 2006 durch die Schweiz. Das Protokoll trat damit sechs Monate nach der zweiten Ratifizierung am 14. Januar 2007 in Kraft. Österreich wurde am 3. Juni 2009 Vertragspartei, Deutschland am 17. Juni 2009.

### Gültigkeitsdauer älterer Fassungen

Entwicklung der Genfer Konventionen von 1864 bis 1949

Im Vergleich zur ersten Konvention von 1864 mit zehn Artikeln umfasst das heute existierende Vertragswerk aus den vier Konventionen und ihren drei Zusatzprotokollen über 600 Artikel. Auch nach Unterzeichnung von Neufassungen bestehender Konventionen blieben die alten Fassungen in Kraft, bis alle Vertragsparteien der alten Version eine neuere Version unterzeichnet hatten. Deshalb war beispielsweise die Genfer Konvention von 1864 bis zum Jahr 1966 gültig, als Südkorea in der Nachfolge der Republik Korea Vertragspartei der Genfer Abkommen von 1949 wurde. Die Version von 1906 blieb bis zur Unterzeichnung der Fassung von 1949 durch Costa Rica im Jahr 1970 in Kraft. Aus dem gleichen Grund waren die beiden Genfer Konventionen von 1929 noch bis zum Jahr 2006 rechtsgültig, in dem die Abkommen von 1949 mit dem Beitritt von Montenegro universelle Akzeptanz erreichten.
Die Haager Konventionen II und IV sind formaljuristisch noch heute in Kraft. Darüber hinaus wird die Haager Landkriegsordnung auch als Völkergewohnheitsrecht, also allgemein gültiges internationales Recht, angesehen. Das bedeutet, dass sie auch für Staaten gilt, die diese Konvention nicht explizit unterzeichnet haben, eine Rechtsauffassung, die unter anderem durch ein Urteil des Internationalen Militärgerichtshofs von Nürnberg aus dem Jahr 1946 bekräftigt wurde.

## Wichtige Bestimmungen

Vertragsparteien der Genfer Abkommen (GC) und Protokolle (P)

| GC I–IV und P I–III | GC I–IV und P I–II |
| GC I–IV und P I&III | GC I–IV und P I    |
| GC I–IV und P III   | GC I–IV, kein P    |

### Gemeinsamer Artikel 3
Der Text des Artikels 3 (engl. common article 3), der sich mit identischem Wortlaut in allen vier Konventionen findet, lautet:
Im Falle eines bewaffneten Konflikts, der keinen internationalen Charakter aufweist und der auf dem Gebiet einer der Hohen Vertragsparteien entsteht, ist jede der am Konflikt beteiligten Parteien gehalten, wenigstens die folgenden Bestimmungen anzuwenden:
1. Personen, die nicht direkt an den Feindseligkeiten teilnehmen, einschließlich der Mitglieder der bewaffneten Streitkräfte, welche die Waffen gestreckt haben, und der Personen, die infolge Krankheit, Verwundung, Gefangennahme oder irgendeiner anderen Ursache außer Kampf gesetzt wurden, sollen unter allen Umständen mit Menschlichkeit behandelt werden, ohne jede Benachteiligung aus Gründen der Rasse, der Farbe, der Religion oder des Glaubens, des Geschlechts, der Geburt oder des Vermögens oder aus irgendeinem ähnlichen Grunde. Zu diesem Zwecke sind und bleiben in Bezug auf die oben erwähnten Personen jederzeit und jedenorts verboten:
a. Angriffe auf Leib und Leben, namentlich Mord jeglicher Art, Verstümmelung, grausame Behandlung und Folterung;
b. Gefangennahme von Geiseln;
c. Beeinträchtigung der persönlichen Würde, namentlich erniedrigende und entwürdigende Behandlung;
d. Verurteilungen und Hinrichtungen ohne vorhergehendes Urteil eines ordnungsmäßig bestellten Gerichtes, das die von den zivilisierten Völkern als unerlässlich anerkannten Rechtsgarantien bietet.
2. Die Verwundeten und Kranken sollen geborgen und gepflegt werden.
Eine unparteiische humanitäre Organisation, wie das Internationale Komitee vom Roten Kreuz, kann den am Konflikt beteiligten Parteien ihre Dienste anbieten.
Die am Konflikt beteiligten Parteien werden sich anderseits bemühen, durch besondere Vereinbarungen auch die andern Bestimmungen des vorliegenden Abkommens ganz oder teilweise in Kraft zu setzen.
Die Anwendung der vorstehenden Bestimmungen hat auf die Rechtsstellung der am Konflikt beteiligten Parteien keinen Einfluss.
Der in Punkt 1 dieses Artikels genannte Grundsatz verdeutlicht für sich allein betrachtet zum einen den gemeinsamen Geist der vier Konventionen. Er lässt sich in diesem Sinne kurz zu „Sei menschlich auch im Kriege!“ zusammenfassen. Aus juristischer Sicht stellt der Artikel 3 jedoch vor allem den Minimalkonsens an humanitärer Verpflichtung für nicht-internationale bewaffnete Konflikte dar, wie aus dem ersten Satz des Artikels deutlich wird. Bis zur Verabschiedung des Zusatzprotokolls II war dieser Artikel damit die einzige Regelung in den Genfer Konventionen, die sich explizit auf innerstaatliche bewaffnete Konflikte bezog. Der Artikel 3 wurde deshalb teilweise als „Mini-Konvention“ oder „Konvention in der Konvention“ angesehen. Er gilt in einem nicht-internationalen Konflikt auch für nichtstaatliche Konfliktparteien wie beispielsweise Befreiungsbewegungen, die aufgrund der Konzeption der Genfer Konventionen als völkerrechtliche Verträge nicht Vertragspartei sein können. Darüber hinaus verpflichtet der Artikel 3 auch Staaten zu gewissen Mindeststandards im Umgang mit ihren Staatsbürgern im Fall eines innerstaatlichen bewaffneten Konflikts. Er berührt damit einen Rechtsbereich, der traditionell allein durch nationales Recht reguliert war. Das Konzept der Menschenrechte, das erst mit der Verabschiedung der Allgemeinen Erklärung der Menschenrechte durch die UN-Generalversammlung am 10. Dezember 1948 in Ansätzen eine universelle Dimension bekommen hatte, wurde damit auch zu einem Bestandteil des humanitären Völkerrechts. Weiter ausgebaut wurde der Aspekt der Menschenrechte innerhalb des humanitären Völkerrechts durch das Zusatzprotokoll I von 1977, das in den Artikeln 9 und 75 die Gleichbehandlung der Kriegsopfer ohne jede auf Rasse, Hautfarbe, Geschlecht, Sprache, Religion oder Glauben, politischen oder sonstigen Anschauungen, nationaler oder sozialer Herkunft, Vermögen, Geburt oder sonstiger Stellung oder auf irgendeinem anderen ähnlichen Unterscheidungsmerkmal beruhende nachteilige Unterscheidung ausdrücklich vorschreibt.

### Weitere gemeinsame Regeln
Der in allen vier Konventionen mit identischem Wortlaut enthaltene Artikel 2 definiert die Situationen, in denen die Abkommen anzuwenden sind, und zwar zum einen „…in allen Fällen eines erklärten Krieges oder jedes anderen bewaffneten Konflikts […], der zwischen zwei oder mehreren der Hohen Vertragsparteien entsteht“ und zum anderen „…auch bei vollständiger oder teilweiser Besetzung des Gebietes einer Hohen Vertragspartei“. Darüber hinaus schließt er für den Fall, dass eine am Konflikt beteiligte Macht nicht Vertragspartei ist, eine Gültigkeitseinschränkung explizit aus, die mit der von 1906 bis 1929 gültigen Allbeteiligungsklausel vergleichbar ist. Artikel 4 der einzelnen Abkommen definiert die jeweils geschützten Personen.
Zu den Bestimmungen, die bereits in Friedenszeiten gelten, gehört die Verpflichtung für die Unterzeichnerstaaten, für die weitestmögliche Verbreitung des Wissens über die Genfer Konventionen sowohl bei den bewaffneten Streitkräften als auch bei der Zivilbevölkerung zu sorgen (Artikel 47, 48, 127 bzw. 144 der Genfer Abkommen I, II, III bzw. IV, sowie Artikel 83 und 19 bzw. 7 der Zusatzprotokolle I, II bzw. III). Darüber hinaus verpflichten sich die Vertragsparteien, durch geeignete nationale Gesetze schwerwiegende Verstöße gegen das humanitäre Völkerrecht unter Strafe zu stellen (Artikel 49, 50, 129 bzw. 146 der Genfer Abkommen I, II, III bzw. IV sowie Artikel 86 des Zusatzprotokolls I).
Eine Kündigung der Genfer Abkommen durch eine Vertragspartei ist möglich (Artikel 63, 62, 142 bzw. 158 der Genfer Abkommen I, II, III bzw. IV sowie Artikel 99, 25 bzw. 14 der Zusatzprotokolle I, II bzw. III). Sie ist dem Schweizerischen Bundesrat schriftlich anzuzeigen und wird durch diesen allen anderen Vertragsparteien bekanntgegeben. Die Kündigung tritt ein Jahr nach der Anzeige in Kraft, es sei denn, die kündigende Partei ist in einen Konflikt verwickelt. In diesem Fall ist die Kündigung bis zum Ende des Konflikts und der Erfüllung aller sich aus den Abkommen für die kündigende Partei ergebenden Pflichten unwirksam. Die vier Genfer Abkommen enthalten darüber hinaus in den genannten Artikeln einen Verweis auf die Gültigkeit der in der Martens’schen Klausel formulierten Prinzipien auch im Fall einer Kündigung. In der bisherigen Geschichte der Genfer Konventionen hat jedoch noch nie ein Staat von der Möglichkeit der Kündigung Gebrauch gemacht.

### Genfer Abkommen I
Genfer Abkommen vom 12. August 1949 zur Verbesserung des Loses der Verwundeten und Kranken der bewaffneten Kräfte im Felde

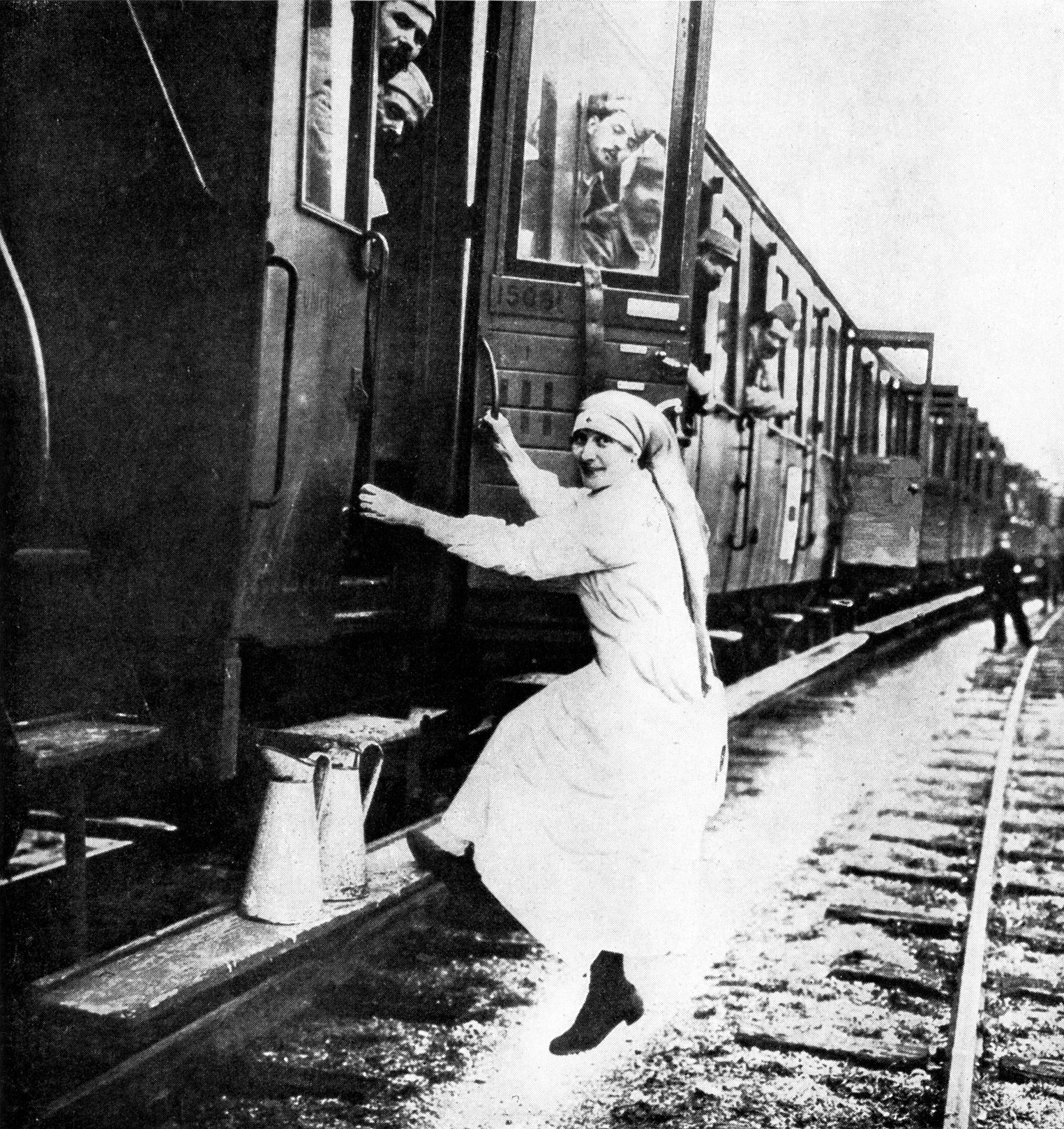
Rotkreuz-Zug mit verwundeten französischen Soldaten, 1917

Verletzte und erkrankte Angehörige der bewaffneten Streitkräfte sind unterschiedslos durch jede am Konflikt beteiligte Partei (Artikel 12) zu schützen und zu versorgen. Streng verboten sind insbesondere ihre Tötung, Gewaltanwendung, Folter und medizinische Versuche. Persönliche Angaben zu verletzten oder erkrankten Angehörigen der gegnerischen Seite sind zu registrieren und an eine internationale Institution wie die Agentur für Kriegsgefangene des IKRK zu übergeben (Artikel 16).
Angriffe auf sanitätsdienstliche Einrichtungen wie Lazarette und Krankenhäuser, die unter dem Schutz eines der Schutzzeichen der Konvention stehen, sind streng verboten (Artikel 19 bis 23), ebenso Angriffe auf Hospitalschiffe, die von Land aus erfolgen. Gleiches gilt für Angriffe auf Personen, die ausschließlich mit der Suche, der Rettung, dem Transport und der Behandlung von Verletzten beauftragt sind (Artikel 24) sowie für Angehörige der anerkannten nationalen Rotkreuz- und Rothalbmond-Gesellschaften und anderer durch ihre Regierung anerkannten Hilfsorganisationen, die analog dazu tätig sind (Artikel 26). In Deutschland sind neben dem Deutschen Roten Kreuz als nationaler Rotkreuz-Gesellschaft auch die Johanniter-Unfall-Hilfe und der Malteser Hilfsdienst als freiwillige Hilfsgesellschaften nach Artikel 26 anerkannt. Die in Artikel 24 und 26 benannten Personen sind bei Gefangennahme nur solange in Gewahrsam zu halten, wie es die Versorgung von Kriegsgefangenen notwendig macht, und andernfalls unverzüglich zu entlassen (Artikel 28). Sie stehen in einem solchen Fall unter dem vollen Schutz des Genfer Abkommens III, ohne jedoch selbst als Kriegsgefangene eingestuft zu werden. Sie dürfen insbesondere nicht zu anderen Tätigkeiten als ihren medizinischen und religiösen Aufgaben herangezogen werden. Transporte von verwundeten und erkrankten Soldaten stehen unter dem gleichen Schutz wie ortsfeste sanitätsdienstliche Einrichtungen (Artikel 35).
Als Schutzzeichen im Sinne dieser Konvention wird, als Farbumkehrung der Schweizer Nationalflagge, das Rote Kreuz auf weißem Grund festgelegt (Artikel 38). Weitere gleichberechtigte Schutzzeichen sind der Rote Halbmond auf weißem Grund und der Rote Löwe mit roter Sonne auf weißem Grund. Diese Schutzzeichen sind durch berechtigte Einrichtungen, Fahrzeuge und Personen als Flagge, feste Kennzeichnung oder Armbinde zu führen.

### Genfer Abkommen II
Genfer Abkommen vom 12. August 1949 zur Verbesserung des Loses der Verwundeten, Kranken und Schiffbrüchigen der bewaffneten Kräfte zur See

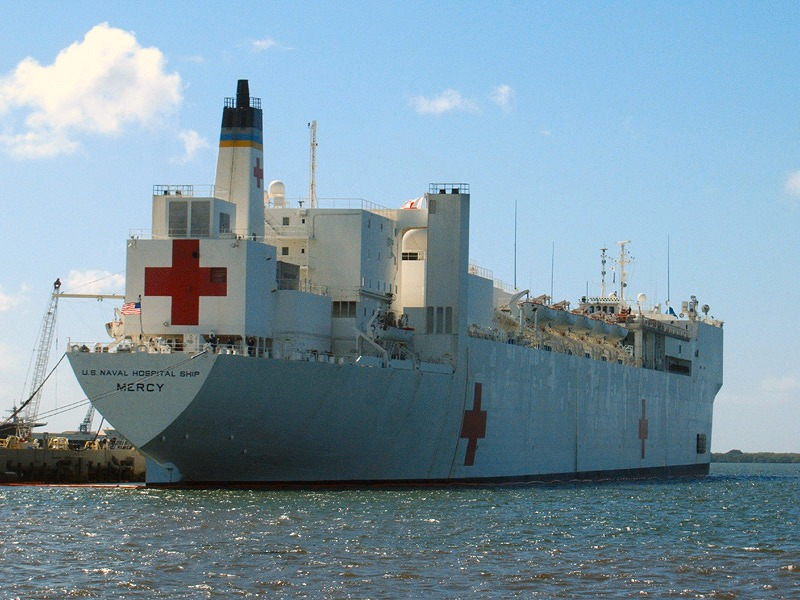
Hospitalschiff USNS Mercy der US Navy

Das Genfer Abkommen II ist, auch aufgrund seiner Entstehungsgeschichte, in seinen Bestimmungen eng an das Genfer Abkommen I angelehnt. Dennoch wird hinsichtlich der Anwendbarkeit klar unterschieden zwischen Angehörigen der Land- und der Seestreitkräfte (Artikel 4). Angehörige der Seestreitkräfte, die, unabhängig von den Gründen, an Land gelangt sind, stehen jedoch umgehend unter dem Schutz des Genfer Abkommens I (ebenfalls Artikel 4).
Die Schutzbestimmungen für kranke, verwundete und schiffbrüchige Angehörige der bewaffneten Seestreitkräfte sind analog zu den Festlegungen des Genfer Abkommens I, inklusive der Verpflichtung zur unterschiedslosen Hilfe und Versorgung (Artikel 12) und zur Registrierung und Übermittlung der Daten an eine internationale Institution (Artikel 19) formuliert. Der Begriff „schiffbrüchig“ schließt dabei auch Angehörige aller Teilstreitkräfte mit ein, sofern diese mit oder aus einem Flugzeug auf dem Wasser notgelandet sind (Artikel 12).
Die Konfliktparteien können Schiffe neutraler Parteien sowie alle anderen erreichbaren Schiffe um Hilfe bei der Übernahme, dem Transport und der Versorgung der kranken, verwundeten und schiffbrüchigen Soldaten bitten (Artikel 21). Alle Schiffe, die dieser Bitte Folge leisten, stehen unter besonderem Schutz. Speziell ausgerüstete Hospitalschiffe, deren einziger Zweck die Hilfeleistung für die genannten Personen ist, dürfen unter keinen Umständen angegriffen oder besetzt werden (Artikel 22). Die Namen und weitere Angaben zur Identifizierung solcher Schiffe sind mindestens zehn Tage vor Indienststellung der Gegenseite zu übermitteln. Angriffe auf nach dem Genfer Abkommen I geschützte Einrichtungen von See aus sind verboten (Artikel 23). Gleiches gilt für ortsfeste Einrichtungen an der Küste, die ausschließlich von Hospitalschiffen zur Erfüllung ihrer Aufgaben genutzt werden (Artikel 27). Hospitalschiffen in einem Hafen, der in die Hand der gegnerischen Seite fällt, ist die freie Ausfahrt aus diesem Hafen zu gewähren (Artikel 29). Hospitalschiffe dürfen unter keinen Umständen für militärische Zwecke genutzt werden (Artikel 30). Dies schließt eventuelle Behinderungen von Truppentransporten mit ein. Jegliche Kommunikation von Hospitalschiffen muss unverschlüsselt erfolgen (Artikel 34).
Für das Personal von Hospitalschiffen gelten Schutzbestimmungen analog zum Personal der sanitätsdienstlichen Einrichtungen an Land, wie sie im Genfer Abkommen I festgelegt sind. Gleiches gilt für Schiffe, die zum Transport von verwundeten und erkrankten Soldaten genutzt werden (Artikel 38). Zur Kennzeichnung geschützter Einrichtungen, Schiffe und Personen dienen die Schutzzeichen, wie sie im Genfer Abkommen I festgelegt sind (Artikel 41). Die Außenhülle von Hospitalschiffen ist dabei vollständig weiß zu gestalten, mit großen dunkelroten Kreuzen auf beiden Seiten sowie auf der Deckoberfläche (Artikel 43). Sie sollen darüber hinaus sowohl eine Rotkreuz-Flagge als auch die Nationalflagge ihrer Konfliktpartei deutlich sichtbar führen.

### Genfer Abkommen III
Genfer Abkommen vom 12. August 1949 über die Behandlung der Kriegsgefangenen

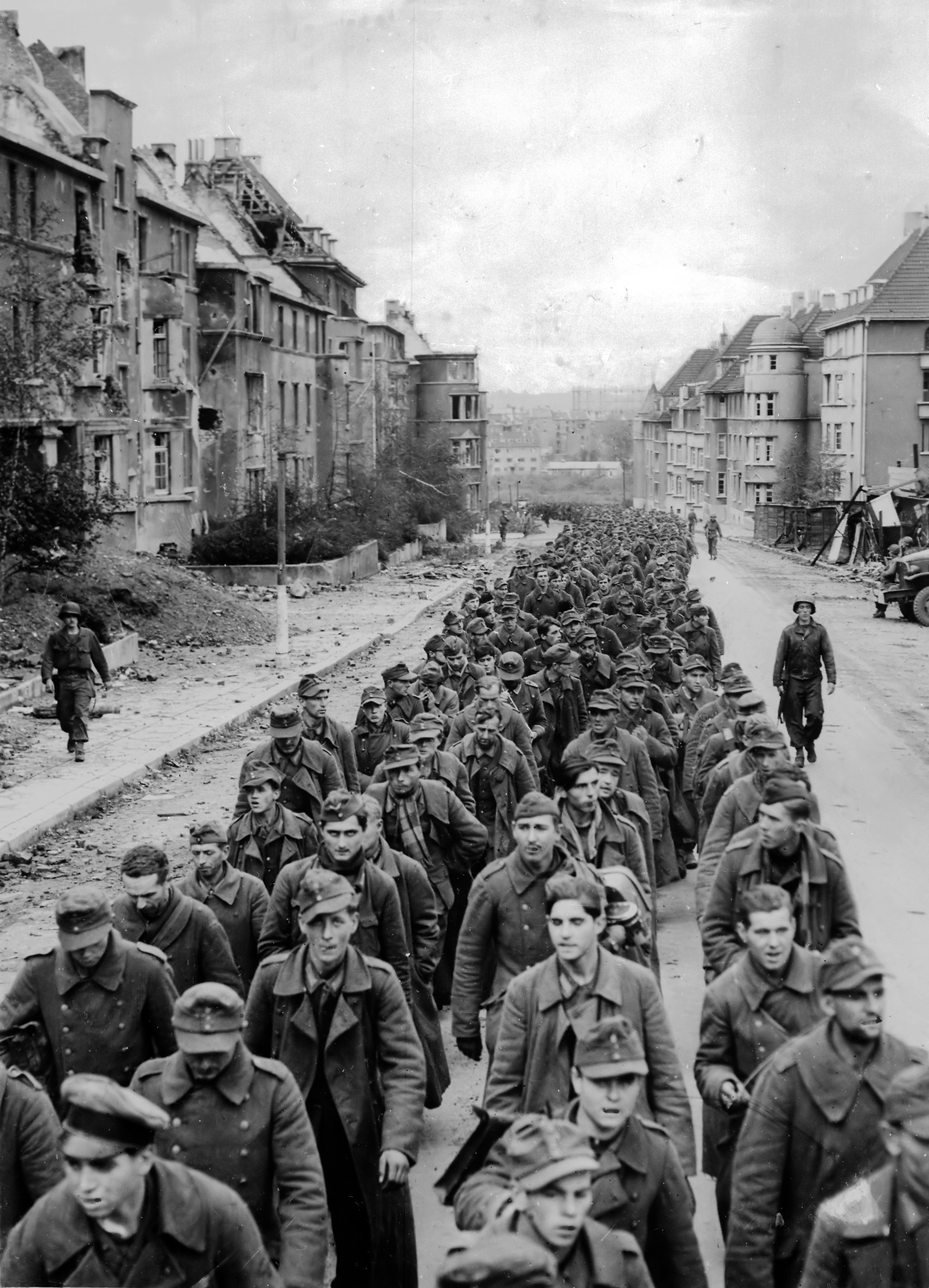
Kriegsgefangene in Aachen (1944), auf die noch das Abkommen über die Behandlung der Kriegsgefangenen von 1929 anwendbar war

Wichtig für die Anwendbarkeit des Genfer Abkommens III ist die Definition des Begriffs „Kriegsgefangener“ (engl. Prisoner of War, POW) in Artikel 4. Kriegsgefangene sind demnach alle Personen, die in die Hand der Gegenseite gefallen sind und die zu einer der folgenden Gruppen gehören:
1. Angehörige der bewaffneten Streitkräfte einer Konfliktpartei sowie Angehörige von Milizen und Freiwilligeneinheiten, sofern dieser Teil der bewaffneten Streitkräfte sind oder des Marinestandpunkts.
2. Angehörige anderer Milizen und Freiwilligeneinheiten einschließlich bewaffneter Widerstandsgruppen, die zu einer Konfliktpartei gehören, sofern sie unter dem einheitlichen Kommando einer verantwortlichen Person stehen, durch ein von weitem erkennbares Kennzeichen identifiziert werden können, ihre Waffen offen tragen und sich den Regeln des Kriegsrechts entsprechend verhalten.
3. Angehörige anderer regulärer bewaffneter Streitkräfte, die einer Regierung beziehungsweise Institution unterstehen, die durch die gefangennehmende Partei nicht anerkannt ist.
4. Personen, die die bewaffneten Streitkräfte begleiten, ohne selbst diesen anzugehören, einschließlich zivile Angehörige der Besatzung von Militärflugzeugen, Kriegsberichterstatter und Mitarbeiter von Unternehmen, die mit der Versorgung der Streitkräfte oder ähnlichen Dienstleistungen beauftragt wurden.
5. Angehörige der Besatzungen von Handelsschiffen und zivilen Flugzeugen der beteiligten Konfliktparteien, sofern sie durch andere internationale Bestimmungen keinen weitergehenden Schutz genießen.
6. Einwohner von nicht besetzten Gebieten, die, ohne sich in regulären Einheiten zu organisieren, beim Eintreffen der gegnerischen Seite spontan bewaffneten Widerstand geleistet haben, wenn sie ihre Waffen offen tragen und sich den Regeln des Kriegsrechts entsprechend verhalten.

Bei Unklarheiten über den Status einer gefangenen Person ist diese solange nach den Bestimmungen des Genfer Abkommens III zu behandeln, bis der Status durch ein kompetentes Tribunal geklärt wurde (Artikel 5).
Kriegsgefangene sind unter allen Umständen menschlich zu behandeln (Artikel 13). Streng verboten sind insbesondere ihre Tötung, jede Gefährdung ihrer Gesundheit, Gewaltanwendung, Folter, Verstümmelung, medizinische Experimente, Bedrohung, Beleidigungen, Erniedrigungen und das öffentliche Zurschaustellen, ebenso Repressalien und Vergeltungsmaßnahmen. Das Leben, die körperliche Unversehrtheit und die Ehre von Kriegsgefangenen sind unter allen Umständen zu schützen (Artikel 14). Kriegsgefangene sind bei Befragungen nur verpflichtet, ihren Namen und Vornamen, ihren Dienstgrad, ihr Geburtsdatum sowie ihre Identifizierungsnummer beziehungsweise äquivalente Informationen zu nennen (Artikel 17). Die Konfliktparteien sind verpflichtet, Kriegsgefangene mit einem Personaldokument auszustatten. Gegenstände im persönlichen Besitz von Kriegsgefangenen, einschließlich Dienstgradabzeichen und Schutzausrüstung wie Helme und Gasmasken, nicht jedoch Waffen, sowie andere militärische Ausrüstung und Dokumente, dürfen nicht eingezogen werden (Artikel 18). Kriegsgefangene sind so schnell wie möglich mit ausreichendem Abstand zur Kampfzone unterzubringen (Artikel 19).
Die Unterbringung von Kriegsgefangenen in geschlossenen Lagern ist erlaubt, sofern dies unter hygienischen und nicht gesundheitsgefährdenden Bedingungen erfolgt (Artikel 21 und 22). Die Bedingungen der Unterbringung müssen vergleichbar sein mit der Unterbringung der Truppen der gefangennehmenden Partei im selben Gebiet (Artikel 25). Für Frauen sind dabei getrennte Räumlichkeiten bereitzustellen. Die Versorgung mit Nahrung und Kleidung muss in Menge und Qualität ausreichend sein und soll individuelle Bedürfnisse der Gefangenen so weit wie möglich berücksichtigen (Artikel 26 und 27). Kriegsgefangenenlager sind mit ausreichenden medizinischen Einrichtungen und Personal auszustatten (Artikel 30). Kriegsgefangene mit medizinischer Ausbildung können für entsprechende Tätigkeiten herangezogen werden (Artikel 32). Personen mit besonderen religiösen Befugnissen soll die Freiheit zur jederzeitigen Ausübung ihrer Tätigkeit gewährt werden, sie sind des Weiteren von allen anderen Tätigkeiten zu befreien (Artikel 35 und 36). Kantinen (Artikel 28), religiöse Einrichtungen (Artikel 34) und Möglichkeiten für sportliche Aktivitäten (Artikel 38) sind bereitzustellen.
Kriegsgefangene unterer Dienstgrade sind verpflichtet, Offizieren der gefangennehmenden Partei den gebotenen Respekt zu erweisen (Artikel 39). Offiziere unter den Gefangenen sind hierzu nur gegenüber höher gestellten Offizieren und, unabhängig von dessen Rang, dem Lagerkommandanten verpflichtet. Der Text des Genfer Abkommens III ist an einer jederzeit für jeden Gefangenen zugänglichen Stelle in seiner Muttersprache zugänglich zu machen (Artikel 41). Alle Gefangenen sind ihrem Rang und Alter entsprechend militärischen Gepflogenheiten zu behandeln (Artikel 44). Kriegsgefangene unterer Dienstgrade dürfen, ihrem Alter und körperlichen Zustand entsprechend, zur Arbeit herangezogen werden (Artikel 49), Unteroffiziere jedoch nur zu nichtkörperlichen Tätigkeiten. Offiziere sind nicht zur Arbeit verpflichtet, ihnen ist jedoch auf Wunsch eine entsprechende Möglichkeit einzuräumen. Erlaubte Tätigkeiten sind beispielsweise Bau- und Reparaturarbeiten im Lager, landwirtschaftliche Arbeit, handwerkliche Arbeit, Handel, künstlerische Betätigung und andere Dienstleistungen und Verwaltungstätigkeiten (Artikel 50). Keine dieser Tätigkeiten darf einen militärischen Nutzen für die gefangennehmende Partei haben oder, solange ein Gefangener nicht sein Einverständnis gibt, gefährlich beziehungsweise gesundheitsschädlich sein. Die Arbeitsbedingungen sollen mit denen der Zivilbevölkerung im gleichen Gebiet vergleichbar sein (Artikel 53), die Gefangenen sind für ihre Arbeit angemessen zu entlohnen (Artikel 54 und 62).
Kriegsgefangenen ist von der gefangennehmenden Partei eine monatliche Zahlung zu gewähren, die in Abhängigkeit vom Rang einem Betrag in der Landeswährung im Wert von acht Schweizer Franken für Soldaten unterer Dienstgrade, zwölf Franken für Unteroffiziere und zwischen 50 und 75 Franken für Offiziere verschiedener Ränge entsprechen soll (Artikel 60). Kriegsgefangenen ist die Möglichkeit einzuräumen, Briefpost zu empfangen und zu versenden sowie Geld- und Warensendungen zu empfangen. Zur Vertretung gegenüber den Behörden der gefangennehmenden Partei dürfen Kriegsgefangene Repräsentanten wählen (Artikel 79). Kriegsgefangene unterliegen vollumfänglich dem Militärrecht der gefangennehmenden Partei (Artikel 82) und sind hinsichtlich ihrer Rechte in juristischen Fragen den Angehörigen der Gegenseite gleichgestellt. Kollektivstrafen und körperliche Züchtigung sind als Sanktionen verboten (Artikel 87). Strafen für erfolgreiche Fluchtversuche sind, bei erneuter Gefangennahme, unzulässig (Artikel 91). Als erfolgreich gilt ein Fluchtversuch, wenn ein Soldat die eigenen Streitkräfte oder die einer alliierten Partei erreicht oder das von der Gegenseite kontrollierte Territorium verlassen hat.
Schwer verwundete oder schwer beziehungsweise unheilbar kranke Kriegsgefangene sollen, wenn möglich, noch vor Ende des Konflikts in ihre Heimat gebracht werden, wenn es ihr Zustand und die Umstände des Konflikts zulassen (Artikel 109). Alle anderen Gefangenen sind unverzüglich nach dem Ende der Kampfhandlungen zu entlassen (Artikel 118). Zum Informationsaustausch zwischen den Konfliktparteien sind diese verpflichtet, ein Auskunftsbüro einzurichten (Artikel 122). In einem neutralen Land ist darüber hinaus eine zentrale Agentur für Kriegsgefangene einzurichten (Artikel 123). Das IKRK kann den Konfliktparteien vorschlagen, die Organisation einer solchen Agentur zu übernehmen. Die nationalen Informationsbüros und die Zentralagentur sind von Postgebühren freizustellen (Artikel 124).

### Genfer Abkommen IV
Genfer Abkommen vom 12. August 1949 über den Schutz von Zivilpersonen in Kriegszeiten

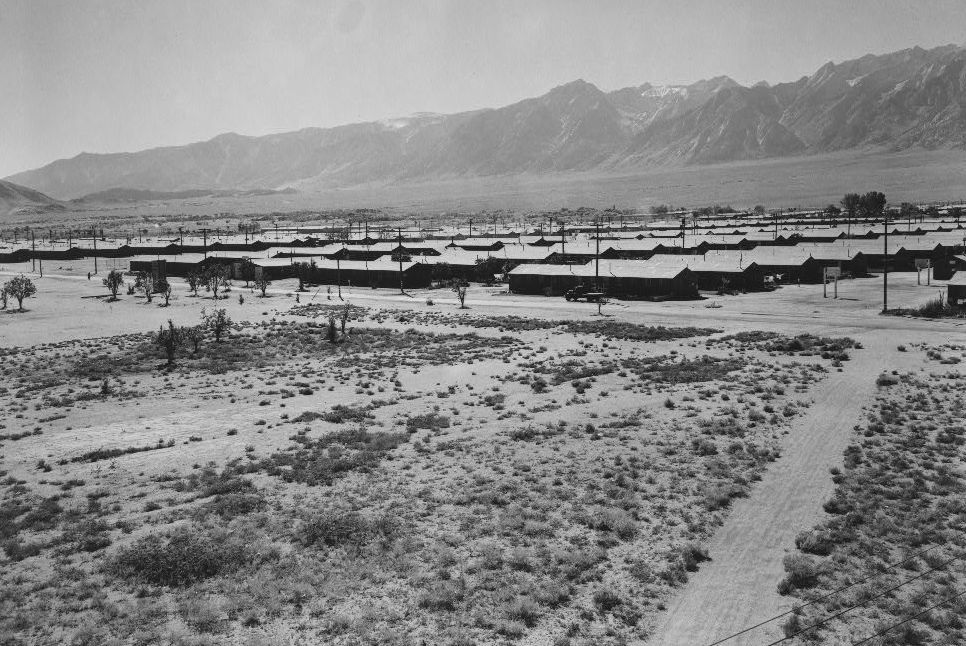
Manzanar War Relocation Center zur Internierung japanischstämmiger Zivilisten in den USA während des Zweiten Weltkrieges, um 1943

Die Bestimmungen des Genfer Abkommens IV gelten für alle Personen, die, unabhängig von den Umständen, im Fall eines bewaffneten Konflikts in die Hand einer Konfliktpartei oder Besatzungsmacht fallen, deren Nationalität sie selbst nicht angehören (Artikel 4). Ausgenommen davon sind Angehörige von Staaten, die nicht Vertragspartei der Genfer Abkommen sind, sowie Staatsangehörige neutraler und alliierter Staaten, wenn ihr Heimatland diplomatische Beziehungen zu dem Land unterhält, in dessen Hand sie sich befinden. Das Genfer Abkommen IV gilt ferner nicht für Personen, die unter dem Schutz eines der drei anderen Genfer Abkommen stehen. Personen, die sich feindseliger Handlungen schuldig gemacht oder Spionage beziehungsweise Sabotage betrieben haben, oder dessen verdächtigt werden, stehen nicht unter dem vollen Schutz des Genfer Abkommens IV, wenn dies die Sicherheit der gegnerischen Seite beeinträchtigen würde. Sie sind jedoch unter allen Umständen menschlich zu behandeln. Sobald es die Sicherheitslage zulässt, sind ihnen alle aus dem Abkommen resultierenden Rechte und Privilegien zu gewähren.
Zivile Krankenhäuser dürfen nicht angegriffen werden (Artikel 18), es sei denn nach einer Warnung, „wenn sie außerhalb ihrer humanitären Bestimmung dazu verwendet werden, den Feind schädigende Handlungen zu begehen“ (Artikel 19). Sie sind darüber hinaus mit einem der Schutzzeichen des Genfer Abkommens I zu kennzeichnen. Ebenso sind Personen besonders geschützt, die ausschließlich oder regelmäßig in Krankenhäusern als medizinisches und administratives Personal tätig sind (Artikel 20). Gleiches gilt für Transporte von verletzten und kranken Zivilpersonen mit Hilfe von Straßen- und Schienenfahrzeugen, Schiffen und Flugzeugen, wenn diese mit einem der Schutzzeichen gekennzeichnet sind (Artikel 21 und 22). Die Vertragsparteien sind verpflichtet dafür zu sorgen, dass Kinder, die jünger als 15 Jahre alt und dauerhaft oder zeitweise ohne den Schutz ihrer Familien sind, nicht sich selbst überlassen werden (Artikel 24). Die Versorgung dieser Kinder sollte nach Möglichkeit für die Dauer des Konflikts in einem neutralen Land erfolgen.
Die nach dem Genfer Abkommen IV geschützten Personen haben unter allen Umständen Anspruch auf Respekt ihrer Person, Ehre, familiären Bindungen, ihrer religiösen Überzeugungen und Gebräuche und ihrer sonstigen Gewohnheiten (Artikel 27). Sie sind ohne jeden Unterschied unter allen Umständen menschlich zu behandeln und vor Gewalt, Bedrohung, Beleidigung, Erniedrigung und öffentlicher Neugier zu schützen. Frauen ist besonderer Schutz vor Vergewaltigung, erzwungener Prostitution und sonstigen unzüchtigen Angriffen gegen ihre Person zu gewähren. Die Anwesenheit einer geschützten Person bedeutet jedoch nicht, dass ein bestimmter Ort geschützt ist vor militärischen Operationen (Artikel 28). Folter und Erpressung von geschützten Personen zum Zweck der Erlangung von Informationen ist unzulässig (Artikel 31). Plünderungen, Vergeltungsmaßnahmen und Geiselnahme sind verboten (Artikel 33 und 34).
Geschützte Personen haben das Recht, das Land zu verlassen, in dem sie sich befinden, solange dies nicht die Sicherheitsinteressen des Landes beeinträchtigt (Artikel 35). Die Sicherheit und Versorgung der geschützten Personen während der Ausreise ist zu gewährleisten von dem Land, das Ziel der Ausreise ist, oder von dem Land der Nationalität der ausreisenden Personen (Artikel 36). Geschützte Personen sollen, so weit wie möglich, medizinische Versorgung erhalten von dem Land, in dem sie sich befinden, auf einem Niveau vergleichbar mit den Einwohnern dieses Landes (Artikel 38). Die Internierung von geschützten Personen oder deren Unterbringung in zugewiesenen Bereichen ist nur zulässig, wenn es für die Sicherheit des betreffenden Landes absolut notwendig ist (Artikel 42). Eine Internierung zum Schutz, auf Wunsch der betreffenden Personen, soll vorgenommen werden, wenn dies aufgrund der Sicherheitslage notwendig ist. Die Auslieferung geschützter Personen an Staaten, die nicht Vertragspartei des Genfer Abkommens IV sind, ist unzulässig (Artikel 45).
Das Recht zum Verlassen des Landes nach Artikel 35 gilt auch für die Einwohner von besetzten Gebieten (Artikel 48). Ausweisung oder Deportation aus einem besetzten Gebiet gegen den Willen der betroffenen geschützten Personen ist unabhängig vom Grund unzulässig (Artikel 49), ebenso die Umsiedlung von Zivilisten, die Staatsangehörige einer Besatzungsmacht sind, in das Territorium eines besetzten Gebietes. Einwohner eines besetzten Gebietes dürfen nicht zum Dienst in den bewaffneten Streitkräften der Besatzungsmacht gezwungen werden. Die Zerstörung von zivilen Einrichtungen und Privateigentum im besetzten Gebiet ist verboten, wenn sie nicht Teil von notwendigen militärischen Operationen ist (Artikel 53). Die Besatzungsmacht ist verpflichtet, für die Bevölkerung des besetzten Gebietes die Versorgung mit Nahrung und medizinischen Artikeln sicherzustellen und hat, wenn sie sich dazu außerstande sieht, Hilfslieferungen zuzulassen (Artikel 55 und 59). Die Tätigkeit der jeweiligen nationalen Rotkreuz- und Rothalbmond-Gesellschaften und ähnlicher Hilfsorganisationen darf durch die Besatzungsmacht nicht eingeschränkt werden (Artikel 63). Die Anerkennung nach Artikel 63 gilt in Deutschland neben den bereits beim Genfer Abkommen I genannten Organisationen auch für den Arbeiter-Samariter-Bund, die Deutsche Lebens-Rettungs-Gesellschaft e. V., das Technische Hilfswerk und die Feuerwehren. Das Strafrecht des besetzten Gebietes soll in Kraft bleiben, es sei denn, dass dies eine Gefahr für die Sicherheit der Besatzungsmacht oder eine Behinderung der Umsetzung des Genfer Abkommens IV darstellt (Artikel 64).
Für die Internierung von geschützten Personen gelten ähnliche Regeln wie für die Unterbringung von Kriegsgefangenen (Artikel 83, 85–94). Geschützte Personen im Sinne dieses Abkommens sind jedoch getrennt von Kriegsgefangenen unterzubringen (Artikel 84). Für Kinder und Heranwachsende sind dabei Bildungsmöglichkeiten sicherzustellen. Geschützte Personen dürfen nur auf eigenen Wunsch zur Arbeit herangezogen werden (Artikel 95). Eine Ausnahme davon sind Personen mit medizinischer Ausbildung. Persönliches Eigentum von internierten geschützten Personen darf nur in Ausnahmefällen durch die Besatzungsmacht eingezogen werden (Artikel 97). Internierte Personen dürfen ein Komitee wählen, das sie gegenüber den Behörden der Besatzungsmacht vertritt (Artikel 102). Ihnen ist ferner das Recht einzuräumen, Briefpost zu empfangen und zu versenden und Paketsendungen zu empfangen (Artikel 107 und 108).
Für Straftaten durch Internierte gilt das Recht des Gebietes, in dem sie sich befinden (Artikel 117). Die Internierung ist zu beenden, wenn die Gründe für die Internierung nicht mehr vorliegen, spätestens jedoch so bald wie möglich nach Beendigung der bewaffneten Auseinandersetzungen (Artikel 132 und 133). Die Kosten für die Repatriierung hat die internierende Partei zu tragen (Artikel 135). Analog zum Genfer Abkommen III sind von allen beteiligten Konfliktparteien Auskunftsbüros sowie eine Zentrale Agentur zum Informationsaustausch einzurichten (Artikel 136–141).

### Zusatzprotokoll I
Zusatzprotokoll vom 8. Juni 1977 zu den Genfer Abkommen vom 12. August 1949 über den Schutz der Opfer internationaler bewaffneter Konflikte
Das Zusatzprotokoll I ergänzt die Bestimmungen der 1949 beschlossenen Fassungen der vier Genfer Konventionen. Es bezieht sich daher in Artikel 1 hinsichtlich seiner Geltung auf den gemeinsamen Artikel 2 der vier Genfer Konventionen. Der Absatz 4 des Artikels 1 ergänzt den Geltungsbereich des Zusatzprotokolls I darüber hinaus um bewaffnete Konflikte, in denen Völker gegen Kolonialherrschaft und fremde Besetzung sowie gegen rassistische Regimes in Ausübung ihres Rechts auf Selbstbestimmung kämpfen, basierend auf entsprechenden Inhalten der Charta der Vereinten Nationen. Der Artikel 5 führt zur Überwachung der Anwendung und Einhaltung der Genfer Abkommen und des Zusatzprotokolls I das so genannte Schutzmächtesystem ein, also die Benennung von je einer Schutzmacht durch die am Konflikt beteiligten Parteien, und ermächtigt das IKRK zur Vermittlung bei der Suche nach von allen Konfliktparteien akzeptierten Schutzmächten. Darüber hinaus wird dem IKRK sowie anderen neutralen und unparteilichen humanitären Organisationen die Möglichkeit eingeräumt, als Ersatzschutzmacht zu fungieren.
Der Teil II des Zusatzprotokolls I enthält Bestimmungen zum Schutz von Verwundeten, Kranken und Schiffbrüchigen. Die in Artikel 8 enthaltenen Begriffsbestimmungen unterscheiden dabei nicht zwischen Militär- und Zivilpersonen. Die genannten Personen sind zu schonen und zu schützen, menschlich zu behandeln und entsprechend ihren Bedürfnissen medizinisch zu behandeln, zu betreuen und zu pflegen (Artikel 10). Die Artikel 12 bis 15 erweitern den Schutz von Sanitätseinheiten auch auf zivile Einheiten und definieren entsprechende Regeln und Einschränkungen. Der Artikel 17 enthält Bestimmungen zur Beteiligung der Zivilbevölkerung an Hilfsmaßnahmen. Lazarettschiffe und andere Wasserfahrzeuge, die entsprechend dem Genfer Abkommen II eingesetzt werden, stehen laut dem Zusatzprotokoll I auch beim Transport von verwundeten, kranken und schiffbrüchigen Zivilpersonen unter dem Schutz dieses Abkommens (Artikel 22). Die Artikel 24 bis 31 enthalten Regelungen zum Einsatz und zum Schutz von Sanitätsluftfahrzeugen. Maßnahmen zum Informationsaustausch über Vermisste sowie der Umgang mit sterblichen Überresten werden in den Artikeln 32 bis 34 näher definiert.
Im Teil III sind Regelungen zu Methoden und Mittel der Kriegführung enthalten. Der Artikel 35 schränkt dabei die Konfliktparteien bei der Wahl dieser Methoden und Mittel ein und enthält insbesondere ein Verbot von Material sowie Methoden, „die geeignet sind, überflüssige Verletzungen oder unnötige Leiden zu verursachen“ oder die „dazu bestimmt sind oder von denen erwartet werden kann, dass sie ausgedehnte, lang anhaltende und schwere Schäden der natürlichen Umwelt verursachen“. Das in Artikel 37 enthaltene Verbot der Heimtücke geht auf bereits früher in den Haager Abkommen enthaltene vergleichbare Regelungen zurück, ebenso das Verbot des Befehls, niemanden am Leben zu lassen (Artikel 40). Angriffe gegen einen außer Gefecht befindlichen Gegner sind strikt verboten (Artikel 41). Dies schließt Soldaten ein, die sich entweder ergeben haben, verwundet sind oder gefangen genommen wurden. Die Artikel 43 bis 45 enthalten Bestimmungen zur Definition von Kombattanten und Kriegsgefangenen. Davon ausgenommen sind Söldner (Artikel 47).

Das Kennzeichen zur Markierung von Anlagen und Einrichtungen, die gefährliche Kräfte enthalten

Das internationale Schutzzeichen des Zivilschutzes

Der Teil IV enthält ergänzende Regeln zum Schutz der Zivilbevölkerung. In Artikel 48 wird dazu als Grundsatz festgelegt, dass jederzeit zwischen der Zivilbevölkerung und Kombattanten zu unterscheiden ist und dass sich Kriegshandlungen nur gegen militärische Ziele richten dürfen. Unterschiedslose Angriffe sind verboten (Artikel 51). Der Artikel 53 enthält grundlegende Regeln zum Schutz von Kulturgut und Kultstätten, im Artikel 55 sind entsprechende Regelungen zum Schutz der natürlichen Umwelt enthalten. Angriffe gegen Anlagen oder Einrichtungen, die gefährliche Kräfte enthalten (Staudämme, Deiche und Kernkraftwerke) sind verboten, sofern ein solcher Angriff schwere Verluste unter der Zivilbevölkerung verursachen kann (Artikel 56). Dieses Verbot gilt auch dann, wenn diese Anlagen militärische Ziele darstellen. Darüber hinaus wird zur Kennzeichnung entsprechender Anlagen ein Zeichen definiert, das aus drei in einer Reihe angeordneten orangefarbenen Kreisen besteht. Der Artikel 57 legt Vorsichtsmaßnahmen zum Schutz der Zivilbevölkerung bei der Planung eines Angriffs fest. Unverteidigte Orte und anerkannte entmilitarisierte Zonen dürfen nicht angegriffen werden (Artikel 59 & 60). In den Artikeln 61 bis 67 sind Regeln zum Zivilschutz enthalten. So wird in Artikel 66 ein internationales Schutzzeichen zur Kennzeichnung des Personals, der Gebäude und des Materials von Zivilschutzorganisationen definiert, das aus einem blauen Dreieck auf orangem Grund besteht. In den Artikeln 68 bis 71 werden Hilfsmaßnahmen zugunsten der Zivilbevölkerung definiert.
Die Artikel 72 bis 79 ergänzen die Bestimmungen des Genfer Abkommens IV zum Schutz von Zivilpersonen, die sich in der Gewalt einer am Konflikt beteiligten Partei befinden. So sind nun auch Flüchtlinge und Staatenlose entsprechend geschützt (Artikel 73), ebenso wie Journalisten (Artikel 79). In den Artikeln 80 bis 84 sind Durchführungsbestimmungen zu den Genfer Abkommen und zum Zusatzprotokoll I definiert. Der Artikel 81 widmet sich dabei explizit der Tätigkeit des Roten Kreuzes und anderer humanitärer Organisationen. Regelungen zur Ahndung von Verletzungen der Genfer Konventionen und des Zusatzprotokolls sind in den Artikeln 85 bis 91 enthalten. Wichtig ist dabei vor allem die Einrichtung einer Internationalen Ermittlungskommission (Artikel 90).
Die Schlussbestimmungen des Zusatzprotokolls I, wie beispielsweise Regelungen zum Inkrafttreten, zum Beitritt, zu Änderungen und zur Kündigung, sind in den Artikeln 92 bis 102 enthalten. Der Anhang I definiert Ausweise, Schutz- und Kennzeichen sowie als Erkennungssignale eingesetzte Licht- und Funksignale für verschiedene Anwendungen.

### Zusatzprotokoll II
Zusatzprotokoll vom 8. Juni 1977 zu den Genfer Abkommen vom 12. August 1949 über den Schutz der Opfer nicht internationaler bewaffneter Konflikte
Das Zusatzprotokoll II definiert Regeln für alle bewaffneten Konflikte, die vom Artikel 1 des Zusatzprotokolls I nicht erfasst sind. Dabei handelt es sich um Konflikte, die auf dem Hoheitsgebiet einer Vertragspartei des Zusatzprotokolls stattfinden zwischen deren regulären Streitkräften und abtrünnigen Streitkräften oder anderen organisierten bewaffneten Gruppen (Artikel 1).
Im Teil II sind grundlegende Regeln zur menschlichen Behandlung definiert. Alle Personen, die nicht unmittelbar oder nicht mehr an Feindseligkeiten teilnehmen, haben Anspruch auf Achtung ihrer Person, ihrer Ehre und ihrer Überzeugungen und sind unter allen Umständen mit Menschlichkeit zu behandeln. Der Befehl, niemanden am Leben zu lassen, ist verboten (Artikel 4). Explizit verboten sind insbesondere Angriffe auf das Leben, die Gesundheit und das Wohlbefinden dieser Personen, vor allem vorsätzliche Tötung und Folterung. Artikel 6 regelt die Strafverfolgung von Straftaten, die mit dem bewaffneten Konflikt in Verbindung stehen. Der Teil III enthält Festlegungen zur Behandlung von Verwundeten, Kranken und Schiffbrüchigen. Diese ähneln den entsprechenden Regeln des Zusatzprotokolls I (Artikel 7 und 8), auch im Hinblick auf den Schutz des Sanitätspersonals und entsprechender Transportmittel (Artikel 9 bis 12). Im Teil IV sind Regelungen zum Schutz der Zivilbevölkerung definiert. Auch hier ähneln diese Regelungen denen des Zusatzprotokolls I, unter anderem auch zum Schutz von Anlagen und Einrichtungen, die gefährliche Kräfte enthalten (Artikel 15) und zum Schutz von Kulturgut und Kultstätten (Artikel 16).
Die Schlussbestimmungen des Zusatzprotokolls II, so zur Verbreitung, zum Beitritt und zum Inkrafttreten sowie zu Änderungen und zur Kündigung, sind im Teil V enthalten.

### Zusatzprotokoll III
Zusatzprotokoll vom 8. Dezember 2005 zu den Genfer Abkommen vom 12. August 1949 über die Annahme eines zusätzlichen Schutzzeichens
Alleiniges Ziel bei der Verabschiedung des Zusatzprotokolls III war die Einführung eines neuen Schutzzeichens zusätzlich zu den bereits durch die Genfer Konventionen definierten Schutzzeichen des Roten Kreuzes, des Roten Halbmondes und des Roten Löwen mit roter Sonne.
Nach Artikel 2 genießt das neue Schutzzeichen den gleichen Status wie die drei bereits bestehenden Zeichen. Es hat die Form eines quadratischen, auf der Spitze stehenden roten Rahmens auf weißem Grund. Eine Abbildung des Zeichens ist im Anhang des Zusatzprotokolls III enthalten. Die Bedingungen für die Verwendung dieses Zeichens sind die gleichen wie für die drei bereits bestehenden Zeichen, entsprechend den Regelungen der vier Genfer Konventionen von 1949 und der beiden Zusatzprotokolle von 1977. Die Vertragsparteien können, auch vorübergehend, jederzeit ein von ihrem üblicherweise verwendeten Schutzzeichen abweichendes Zeichen verwenden, wenn dies die Schutzwirkung erhöht. Artikel 3 regelt die Verwendung des neuen Schutzzeichens als Kennzeichen (für indikative Zwecke). Für diesen Zweck dürfen im Inneren des Zeichens entweder eines der drei bestehenden Schutzzeichen oder eine Kombination aus diesen Zeichen angebracht werden. Darüber hinaus dürfen auch Zeichen, die durch eine Vertragspartei effektiv genutzt wurden und deren Verwendung vor Inkrafttreten des Zusatzprotokolls III an den Depositarstaat übermittelt wurde, innerhalb des neuen Zeichens verwendet werden.
Der Artikel 4 enthält Bestimmungen zur Verwendung des neuen Schutzzeichens durch das Internationale Komitee vom Roten Kreuz und die Internationale Föderation der Rotkreuz- und Rothalbmond-Gesellschaften. Entsprechend Artikel 5 darf das Sanitäts- und Seelsorgepersonal von Missionen unter Aufsicht der Vereinten Nationen ebenfalls eines der drei bestehenden oder das neue Schutzzeichen verwenden. Im Artikel 6 werden die Vertragsparteien verpflichtet, den Missbrauch des neuen Schutzzeichens zu verhindern. Die Artikel 7 bis 14 enthalten die Schlussbestimmungen des Zusatzprotokolls III.

## Umsetzung in der Praxis

### Ahndung von Verstößen

Emblem des IKRK

Die Genfer Konventionen sind für sich allein betrachtet freiwillige Selbstverpflichtungen der Unterzeichnerstaaten und enthalten keine Festlegungen zu Sanktionen für Verletzungen. Die Abkommen enthalten jedoch, wie bereits erwähnt, eine Verpflichtung, schwerwiegende Verstöße gegen das humanitäre Völkerrecht unter Strafe zu stellen. Verletzungen der Genfer Konventionen und anderer Regeln des humanitären Völkerrechts sind in Deutschland beispielsweise durch das 2002 in Kraft getretene Völkerstrafgesetzbuch strafbar. Art. 25 Grundgesetz integriert zudem „die allgemeinen Regeln des Völkerrechtes“ in das Bundesrecht und gibt ihm Vorrang vor den nationalen Gesetzen. Ähnliche Bestimmungen finden sich in Art. 5 Abs. 4 und Art. 191 der Bundesverfassung der Schweizerischen Eidgenossenschaft. Spezielle Regelungen zur Strafbewehrung von Verstößen gegen die Genfer Konventionen sind im sechsten Abschnitt des 1927 verabschiedeten Militärstrafgesetzes der Schweiz, derzeit in der Fassung von 2007, enthalten. In Österreich sind die Genfer Abkommen und ihre zwei Zusatzprotokolle durch die Veröffentlichung im Österreichischen Bundesgesetzblatt Teil des Österreichischen Rechts geworden. Rechtliche Grundlage für die Strafbarkeit von Verstößen sind dabei insbesondere Art. 9 des Bundes-Verfassungsgesetzes sowie § 64 Strafgesetzbuch. In der DDR regelten § 93 StGB (DDR) vom 12. Januar 1968 die Strafbarkeit von Kriegsverbrechen und der § 84 StGB (DDR) einen entsprechenden Ausschluss der Verjährung. Die ebenfalls in den Abkommen enthaltene Verpflichtung, das Wissen über die Inhalte der Konventionen zu verbreiten, wird als Verbreitungsarbeit bezeichnet und in der Regel von den nationalen Rotkreuz- und Rothalbmond-Gesellschaften übernommen. Sowohl die Strafbewehrung auf nationaler Ebene als auch die Aufklärung einer möglichst breiten Öffentlichkeit durch die Verbreitungsarbeit werden vom IKRK als notwendige Maßnahmen zur Steigerung der Durchsetzbarkeit und Akzeptanz der Abkommen angesehen.
Zur Untersuchung von Vorwürfen zu schwerwiegenden Verstößen gegen die Genfer Konventionen und das Zusatzprotokoll I besteht seit 1991 die auf Art. 90 des Zusatzprotokolls beruhende Internationale humanitäre Ermittlungskommission als ständige Einrichtung. Sie hat jedoch rein investigative Kompetenzen und keine Befugnisse zur juristischen Verfolgung von Staaten oder Individuen. Der Internationale Strafgerichtshof mit Sitz in Den Haag hat mit Inkrafttreten des Rom-Statutes als seiner völkerrechtlichen Grundlage seit dem 1. Juli 2002 unter bestimmten Umständen die Möglichkeit, Kriegsverbrechen strafrechtlich zu verfolgen. Art. 8 des Rom-Statutes definiert im Abs. 2 Kriegsverbrechen unter anderem als „schwere Verletzungen der Genfer Abkommen vom 12. August 1949“, als „schwere Verstöße gegen die innerhalb des feststehenden Rahmens des Völkerrechts im internationalen bewaffneten Konflikt anwendbaren Gesetze und Gebräuche“, wozu unter anderem Verletzungen von wichtigen Bestimmungen der Haager Landkriegsordnung zählen, sowie für bewaffnete Konflikte ohne internationalen Charakter als „schwere Verstöße gegen den gemeinsamen Art. 3 der vier Genfer Abkommen vom 12. August 1949“. Der Internationale Strafgerichtshof wird aber hinsichtlich einer Strafverfolgung nur aktiv, wenn keine angemessene nationale Gerichtsbarkeit existiert oder diese nicht fähig und willens ist, die Strafverfolgung für die betreffenden Straftaten selbst auszuüben. Aus verschiedenen Gründen wird der Internationale Strafgerichtshof jedoch von einer Reihe von Ländern nicht anerkannt. Hierzu zählen unter anderem die USA, Russland, die Volksrepublik China, Indien, Pakistan und Israel.

### Internationale Akzeptanz und beteiligte Organisationen
Die einzige Institution, die in den Genfer Konventionen explizit als Kontrollorgan genannt wird, ist das Internationale Komitee vom Roten Kreuz (IKRK). Das IKRK behandelt seine Berichte über die Kontrollmissionen und Untersuchungsergebnisse seiner Delegierten im Regelfall vertraulich und leitet diese nur an die betreffende Partei weiter. Auf der Basis von ebenfalls vertraulicher Kommunikation versucht das IKRK dann, die verantwortliche Partei zur Beseitigung von vorliegenden Verstößen gegen die Bestimmungen der Genfer Abkommen zu bewegen und die Ahndung von schwerwiegenden Verletzungen durchzusetzen. Diese Vertraulichkeit ist aus Sicht des IKRK eine Grundvoraussetzung zur Aufrechterhaltung seiner strikten Unparteilichkeit und Neutralität und damit seiner Autorität als zwischenstaatliche Vermittlungs- und Kontrollinstitution. Das Komitee veröffentlicht deshalb seine Berichte nur, wenn durch eine nur auszugsweise Veröffentlichung durch eine betreffende Partei ein verfälschtes Bild entsteht, das die Situation der betroffenen geschützten Personen grob falsch wiedergibt und damit ihren Status massiv gefährdet. Ziel der Veröffentlichung ist dann politischer und diplomatischer Druck auf die verantwortliche Partei durch die nationale und internationale Öffentlichkeit.
Depositarstaat der Genfer Konventionen ist die Schweiz. Mit derzeit 196 Unterzeichnerstaaten sind die Genfer Abkommen von 1949 die weltweit am weitesten verbreiteten völkerrechtlichen Verträge sowie die ersten und bisher einzigen internationalen Abkommen, die universelle Akzeptanz erreicht haben. Die Zahl der Vertragsparteien liegt derzeit über der Zahl der Mitgliedsstaaten der Vereinten Nationen sowie der durch die UN anerkannten Staaten. Als bisher letztes Land trat am 2. April 2014 Palästina den Abkommen bei. Vertragsparteien der ersten beiden Zusatzprotokolle von 1977 sind bisher (Stand Oktober 2022) 174 beziehungsweise 169 Staaten, das dritte Zusatzprotokoll von 2005 wurde bisher (Stand Oktober 2022) durch 79 Länder ratifiziert. Änderungen und Erweiterungen der Konventionen und ihrer Zusatzprotokolle können nur von einer diplomatischen Konferenz mit Beteiligung aller Unterzeichnerstaaten beschlossen werden.
Offizielle Vertragsparteien können nur Staaten werden. Nichtstaatliche Organisationen wie beispielsweise Befreiungsbewegungen können sich jedoch freiwillig und einseitig zur Einhaltung der Konventionen verpflichten. Ein Beispiel dafür war die Deklaration über die Einhaltung der Genfer Konventionen von 1949 und des Zusatzprotokolls I von 1977, die der Afrikanische Nationalkongress (ANC) am 28. November 1980 für seinen bewaffneten Flügel Umkhonto we Sizwe („Der Speer der Nation“) beim IKRK hinterlegte. Vergleichbare Selbstverpflichtungen gab es vom Panafrikanischen Kongress (PAC) und von der in Namibia aktiven Südwestafrikanischen Volksorganisation (SWAPO). Eine ähnliche Erklärung über die Einhaltung der vier Genfer Konventionen und ihrer zwei Zusatzprotokolle gab am 21. Juni 1989 das Exekutivkomitee der Palästinensischen Befreiungsorganisation (PLO) ab. Es richtete diese Erklärung jedoch nicht in Form einer freiwilligen Selbstverpflichtung an das IKRK, sondern als Beitrittsgesuch an das Schweizer Department für auswärtige Angelegenheiten, da sich die PLO in der Rolle der Regierung des Staates Palästina sah. Sie erhoffte sich auf diesem Weg, als offizielle Vertragspartei anerkannt zu werden. Am 13. September 1989 informierte die Schweizer Regierung die anderen Vertragsparteien, dass sie sich aufgrund der Rechtsunsicherheit um die Existenz des Staates Palästina außerstande sah, über die Anerkennung dieser Erklärung als offiziellen Beitritt zu entscheiden. Die Annahme solcher Erklärungen durch das IKRK war nicht unumstritten, da sie teilweise als De-facto-Anerkennung dieser Bewegungen und damit als Verletzung der Unparteilichkeit und Neutralität des IKRK angesehen wurde. Trotz solcher Selbstverpflichtungen ist die Durchsetzung der Genfer Abkommen und insbesondere des Zusatzprotokolls II bei nicht internationalen bewaffneten Konflikten mit besonderen Problemen verbunden, da die an solchen Situationen beteiligten nichtstaatlichen Konfliktparteien nicht als Vertragsparteien der Genfer Abkommen an diese gebunden sind.

### Beziehungen zur Haager Landkriegsordnung

Der Friedenspalast in Den Haag, Symbol der Haager Beiträge zum Völkerrecht

Innerhalb des humanitären Völkerrechts entwickelte sich neben dem in den Genfer Konventionen kodifizierten Genfer Recht noch das so genannte Haager Recht. Das Genfer Recht regelt, ausgehend von seinen historischen Ursprüngen, vor allem den Umgang mit den sogenannten Nichtkombattanten, also Personen, die im Fall eines bewaffneten Konflikts nicht an den Kampfhandlungen beteiligt sind. Dabei handelt es sich um verwundete, erkrankte und gefangengenommene Soldaten sowie Zivilpersonen. Demgegenüber enthält das Haager Recht überwiegend Festlegungen zu zulässigen Mitteln und Methoden der Kriegführung und damit vor allem Regeln für den Umgang mit den an den Kampfhandlungen beteiligten Personen, den Kombattanten. Grundlage des Haager Rechts sind vor allem eine Reihe von 1899 und 1907 auf den Internationalen Friedenskonferenzen von Den Haag abgeschlossenen Haager Abkommen, von denen die wichtigste die Haager Landkriegsordnung von 1907 ist.
Wesentliche Teile des ursprünglichen Haager Rechts sind in Form der Konvention über die Behandlung von Kriegsgefangenen von 1929 beziehungsweise 1949 sowie der zwei Zusatzprotokolle von 1977 in wesentlich erweiterter Form in das Genfer Recht integriert worden. Auch das Genfer Protokoll von 1925 wird heute oft als Teil des Genfer Rechts angesehen, obwohl es aufgrund seiner Entstehungsgeschichte und seines Inhalts eigentlich der Haager Tradition des humanitären Völkerrechts zuzurechnen ist. Darüber hinaus war die Trennung dieser beiden Bereiche in Bezug auf die Behandlung von Kombattanten und Nichtkombattanten von Beginn an nicht strikt und konsistent. Dies ist beispielsweise auch an den Regelungen zur Behandlung von Zivilisten in der Haager Landkriegsordnung erkennbar, die ebenfalls die Grundlage für eine Erweiterung des Genfer Rechts in Form des Genfer Abkommens über den Schutz von Zivilpersonen in Kriegszeiten von 1949 bildeten. Die Genfer Abkommen III und IV legen hierzu in den Art. 135 ff. bzw. Art. 154 fest, dass die in ihnen enthaltenen Regeln die entsprechenden Abschnitte der Haager Landkriegsordnung ergänzen sollen. Wie dies im Einzelfall anhand von allgemein gültigen Auslegungsgrundsätzen wie lex posterior derogat legi priori („das spätere Gesetz geht dem früheren vor“) und lex specialis derogat legi generali („die Spezialnorm geht dem allgemeinen Gesetz vor“) zu erfolgen hätte, bleibt jedoch offen.

### Deutschsprachige Bücher
- Deutsches Rotes Kreuz (Hrsg.): Die Genfer Rotkreuz-Abkommen vom 12. August 1949 und die beiden Zusatzprotokolle vom 10. Juni 1977 sowie das Abkommen betreffend die Gesetze und Gebräuche des Landkrieges vom 18. Oktober 1907 und Anlage (Haager Landkriegsordnung). 8. Auflage. Schriften des Deutschen Roten Kreuzes, Bonn 1988.
- Horst Schöttler und Bernd Hoffmann (Hrsg.): Die Genfer Zusatzprotokolle: Kommentare und Analysen. Osang Verlag, Bonn 1993, ISBN 3-7894-0104-8.
- Jana Hasse, Erwin Müller, Patricia Schneider: Humanitäres Völkerrecht: politische, rechtliche und strafgerichtliche Dimensionen. Nomos-Verlagsgesellschaft, Baden-Baden 2001, ISBN 3-7890-7174-9.
- Hans-Peter Gasser: Humanitäres Völkerrecht. Eine Einführung. Nomos Verlagsgesellschaft, Baden-Baden 2007, ISBN 978-3-8329-2802-5.

### Englischsprachige Bücher
- Jean Simon Pictet (Hrsg.): The Geneva Conventions of 12 August 1949: Commentary. Vier Bände. IKRK, Genf 1952–1960.
- Geoffrey Best: Humanity in Warfare: The Modern History of the International Law of Armed Conflicts. Columbia University Press, New York 1980, ISBN 0-231-05158-1.
- Frédéric de Mulinen: Handbook on the Law of War for Armed Forces. IKRK, Genf 1989, ISBN 2-88145-009-1.
- Dieter Fleck (Hrsg.): The Handbook of International Humanitarian Law. 2. Auflage. Oxford University Press, Oxford / New York 2008, ISBN 978-0-19-923250-5.
- International Committee of the Red Cross: Handbook of the International Red Cross and Red Crescent Movement. 13. Auflage. IKRK, Genf 1994, ISBN 2-88145-074-1.
- François Bugnion: The International Committee of the Red Cross and the protection of war victims. IKRK & Macmillan, Genf 2003, ISBN 0-333-74771-2.
- François Bugnion: Towards a comprehensive Solution to the Question of the Emblem. 4. Auflage. IKRK, Genf 2006.
- Frits Kalshoven, Liesbeth Zegveld: Constraints on the waging of war: an introduction to international humanitarian law. 3. Auflage. IKRK, Genf 2001, ISBN 2-88145-115-2 (PDF).
- Angela Bennett: The Geneva Convention. The Hidden Origins of the Red Cross. Sutton Publishing, Gloucestershire 2005, ISBN 0-7509-4147-2.
- Derek Jinks: The Rules of War. The Geneva Conventions in the Age of Terror. Oxford University Press, New York 2006, ISBN 0-19-518362-2.
- Marco Sassòli, Antoine A. Bouvier: How does law protect in war? Cases, documents and teaching materials on contemporary practice in international humanitarian law. 2. Auflage. IKRK, Genf 2006.

### Französischsprachige Bücher
- Eric David: Principes de droit des conflits armés. 3. Auflage. Emile Bruylant, Brüssel 2002, ISBN 2-8027-1685-9.

### Artikel
- Cornelio Sommaruga: Unity and Plurality of the emblems. In: International Review of the Red Cross. 289/1992. IKRK, S. 333–338, ISSN 1560-7755.
- René Kosirnik: The 1977 Protocols: a landmark in the development of international humanitarian law. In: International Review of the Red Cross. 320/1997. Ikrk, S. 483–505, ISSN 1560-7755.
- Jean-Philippe Lavoyer, Louis Maresca: The Role of the ICRC in the Development of International Humanitarian Law. In: International Negotiation. 4(3)/1999. Brill Academic Publishers, S. 503–527, ISSN 1382-340X.
- Dietrich Schindler: Significance of the Geneva Conventions for the contemporary world. In: International Review of the Red Cross. 836/1999. IKRk, S. 715–729, ISSN 1560-7755.
- François Bugnion: The Geneva Conventions of 12. August 1949: from the 1949 Diplomatic Conference to the Dawn of the New Millennium. In: International Affairs. 76(1)/2000. Blackwell Publishing, S. 41–50, ISSN 0020-5850.
- Howard S. Levie: History of the law of war on land. In: International Review of the Red Cross. 838/2000. IKRK, S. 339–350, ISSN 1560-7755.
- Dietrich Schindler: International Humanitarian Law: Its Remarkable Development and its Persistent Violation. In: Journal of the History of International Law. 5(2)/2003. Brill Academic Publishers, S. 165–188, ISSN 1388-199X.
- Gerrit Jan Pulles: Crystallising an Emblem: On the Adoption of the Third Additional Protocol to the Geneva Conventions. In: Yearbook of International Humanitarian Law. 8/2005. Cambridge University Press, S. 296–319, ISSN 1389-1359.

### Deutschsprachige Fassungen der aktuellen Abkommen
- Genfer Abkommen vom 12. August 1949 zur Verbesserung des Loses der Verwundeten und Kranken der bewaffneten Kräfte im Felde
- Genfer Abkommen vom 12. August 1949 zur Verbesserung des Loses der Verwundeten, Kranken und Schiffbrüchigen der bewaffneten Kräfte zur See
- Genfer Abkommen vom 12. August 1949 über die Behandlung der Kriegsgefangenen
- Genfer Abkommen vom 12. August 1949 über den Schutz von Zivilpersonen in Kriegszeiten
- Zusatzprotokoll vom 8. Juni 1977 zu den Genfer Abkommen vom 12. August 1949 über den Schutz der Opfer internationaler bewaffneter Konflikte (Protokoll I)
- Zusatzprotokoll vom 8. Juni 1977 zu den Genfer Abkommen vom 12. August 1949 über den Schutz der Opfer nicht internationaler bewaffneter Konflikte (Protokoll II)
- Zusatzprotokoll vom 8. Dezember 2005 zu den Genfer Abkommen vom 12. August 1949 über die Annahme eines zusätzlichen Schutzzeichens (Protokoll III)

### Weitere Informationen
- DRK – Genfer Abkommen Informationen vom Deutschen Roten Kreuz
- Österreichisches Rotes Kreuz – Was ist humanitäres Völkerrecht? (Memento vom 20. August 2006 im Internet Archive) ÖRK-Factsheet (PDF; 440 kB)
- International Humanitarian Law – Treaties & Documents Wortlaut aller Konventionen in den bisherigen Fassungen (englisch)
- Liste der Unterzeichnerstaaten der Genfer Konventionen vom 12. August 1949 (englisch)
- Additional emblem for the International Red Cross and Red Crescent Movement Informationen zum zusätzlichen Symbol (englisch)
- Conférence diplomatique sur la réaffirmation et le développement du droit international humanitaire applicable dans les conflits armés (1973–1979) in der Archivdatenbank des Schweizerischen Bundesarchivs